# شرلوك هولمز

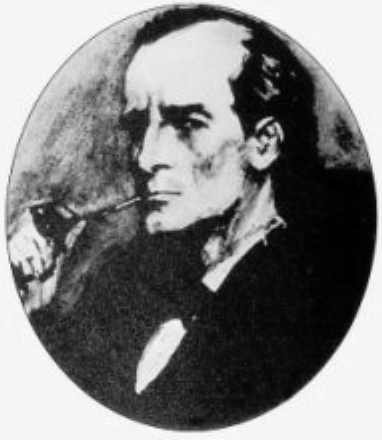
شرلوك هولمز كما تخيله الرسام سيدني باجيت في مجلة ستراند.

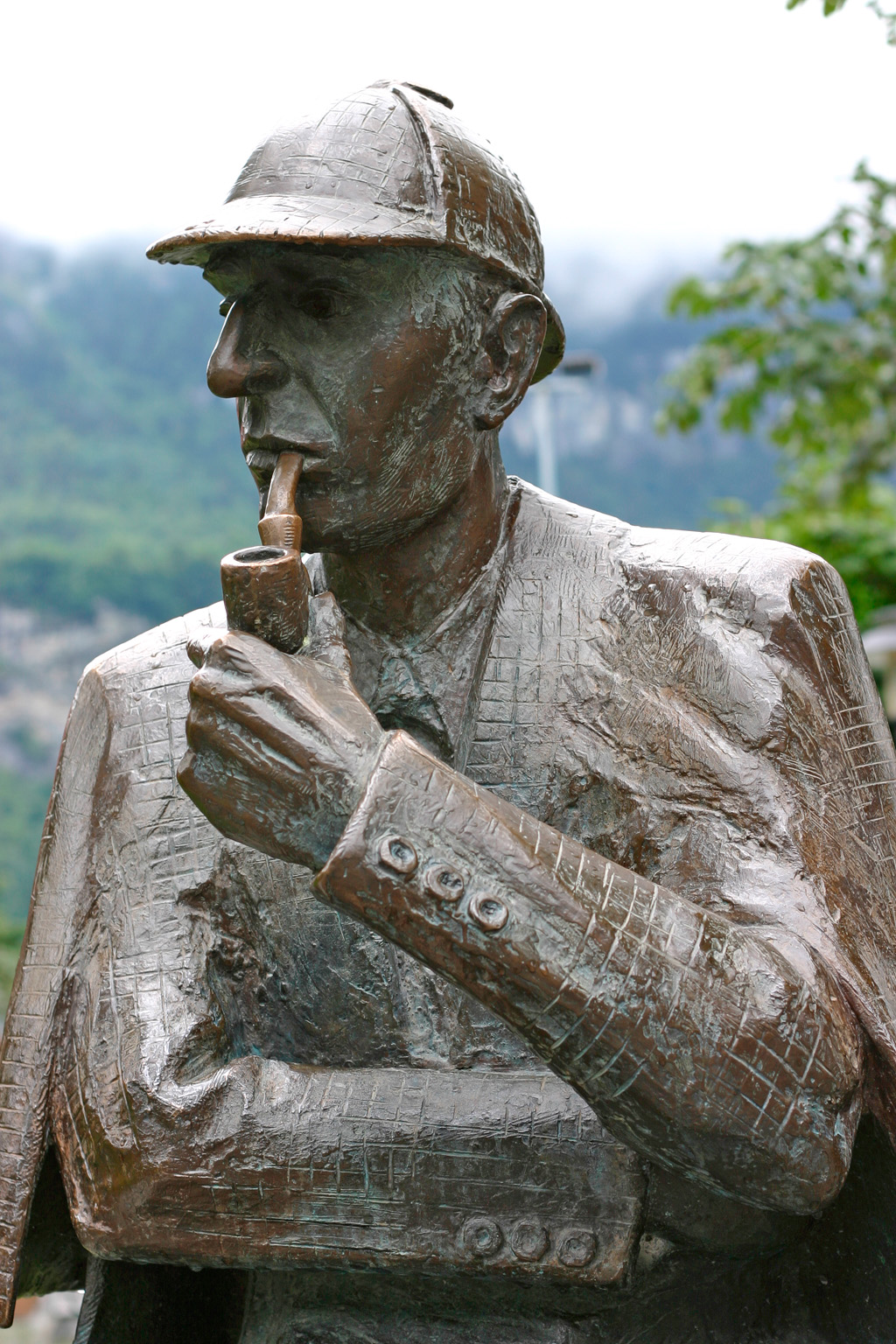
تمثال لشرلوك هولمز في سويسرا

شرلوك هولمز (بالإنجليزية: Sherlock Holmes) هو شخصية خيالية لمحقق من أواخر القرن التاسع عشر وأوائل القرن العشرين ابتكرها الكاتب والطبيب الإسكتلندي سير آرثر كونان دويل. يعرّف هولمز نفسه على أنه «محقق استشاري» يتخذ من مدينة لندن مقرًا له، ويساعد رجال الشرطة والمحققين عندما لا يجدون حلولًا للجرائم التي تواجههم. اشتهر هولمز بمهارته في استخدام التفكير المنطقي، وقدرته على التنكر والتمويه، إضافة إلى استخدام معلوماته في مجال الطب الشرعي لحل أعقد القضايا. تعد شخصية شرلوك هولمز أشهر شخصية لمحقق خيالي على الإطلاق.
ظهر هولمز أول مرة سنة 1887م، ومنذ ذلك الحين، كتب سير آرثر كونان دويل أربع روايات، وستة وخمسون قصة قصيرة من بطولة هولمز، ابتدأها برواية بعنوان «دراسة في اللون القرمزي»، تلتها رواية «علامة الأربعة». أما القصص القصيرة فقد بدأ إصدارها عام 1891م، بقصة تحمل عنوان «فضيحة في بوهيميا»، وقد تتابع نشر هذه الروايات والقصص القصيرة حتى عام 1914م.
رويت جميع روايات هولمز وقصصه القصيرة من قبل صديقه الحميم وكاتب سيرته الدكتور جون واطسون، باستثناء قصتين رواهما هولمز بنفسه («مغامرة الجندي الشاحب» و«مغامرة عرف الأسد»)، واثنتان أخريان رويتا بضمير الغائب («مغامرة حجر مازارين» و«قوسه الأخير»). في قصتين أخريين («مغامرة طقوس موسجريف» و«مغامرة جلوريا سكوت») يروي هولمز لواطسون أغلب أحداث القصة من ذاكرته، بينما يروي واطسون أجزاءً هامشيةً من القصة. كذلك فإن الروايتين الأولى والرابعة («دراسة في اللون القرمزي» و«وادي الخوف») تحويان أجزاءً مكتوبة بصيغة السرد، بحيث تكون بعض الأحداث غير معروفة لهولمز أو واطسون.

## استلهام شخصية هولمز
استوحى كونان دويل شخصية هولمز من الدكتور جوزيف بيل الذي كان دويل يعمل لديه في المستشفى الملكي في أدنبرة باسكتلندا. ومثلما كان هولمز، كان الدكتور جوزيف بيل يصل إلى استنتاجات مذهلة بناءً على ملاحظات بسيطة. ومع ذلك، فقد كتب الدكتور جوزيف بيل إلى كونان دويل قائلًا: «أنت هو شرلوك هولمز، ومن الجيد أن تعلم ذلك».
وبالإضافة إلى جوزيف بيل، يُعتبر الدكتور هنري ليتلجون، المحاضر بقسم الطب الشرعي والصحة العامة بكلية الطب بجامعة أدنبرة، أحد مصادر إلهام دويل أثناء ابتكاره لشخصية هولمز، الدكتور ليتلجون عمل جراحًا في مستشفيات الشرطة، وإداريًا في مكتب الصحة العامة بأدنبرة، ووفر لكونان دويل مدخلًا يربط بين التحقيقات الطبية، واستنتاجات الجرائم.
مصدر إلهام آخر لشخصية هولمز تمثل في فرانسيس سميث، شرطي وخبير في أساليب التمويه والتخفي، والذي أصبح لاحقًا المحقق الخاص الأول في مدينة لستر.

## حياته

### النشأة

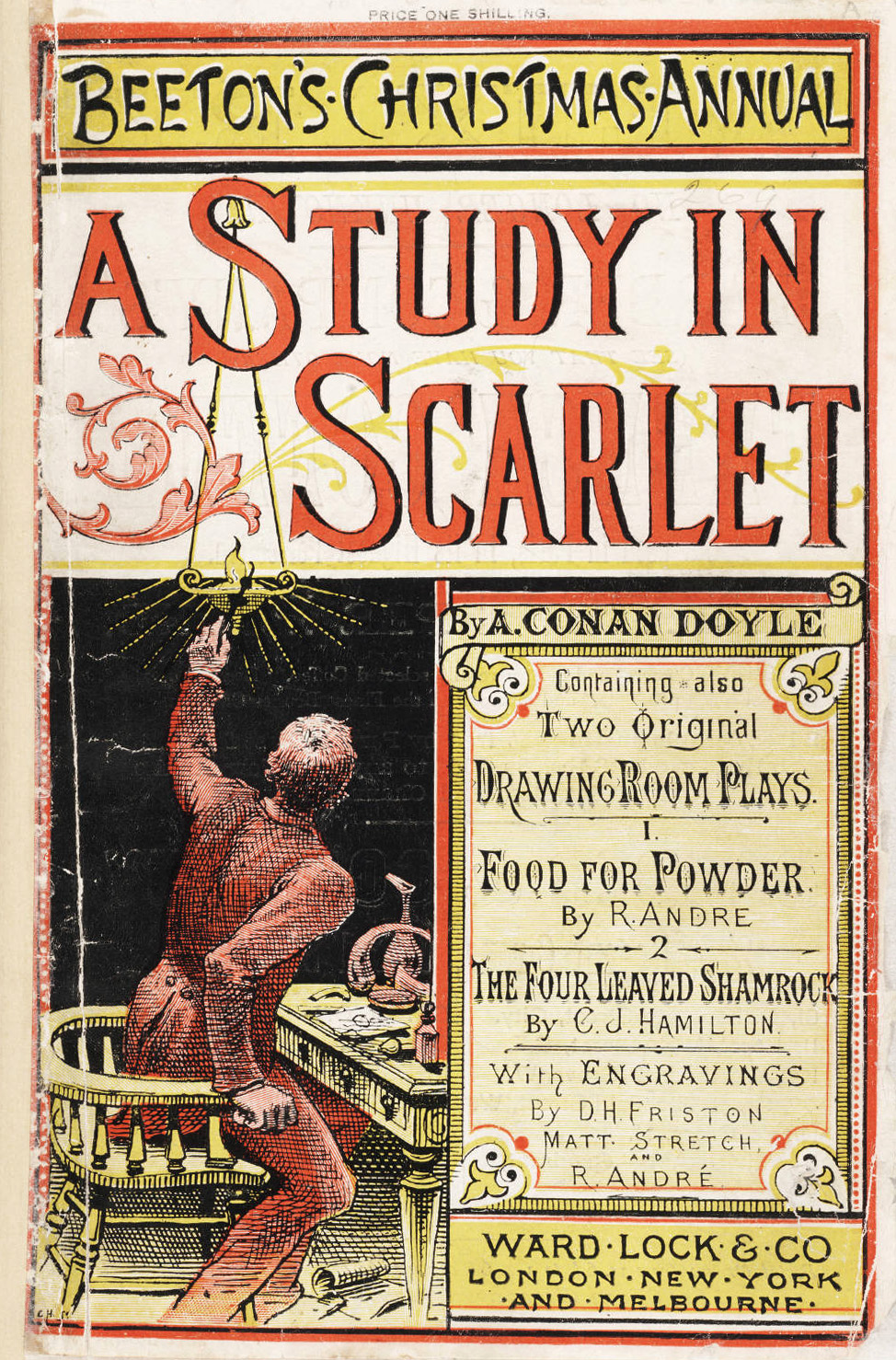
رواية "دراسة في اللون القرمزي" حيث الظهور الأول لهولمز (1887م)

التفاصيل الدقيقة لحياة شرلوك هولمز خارج إطار التحقيقات والمغامرات التي دونها دكتور واطسون تعد قليلة ومبعثرة بين القصص والروايات، مما أدى إلى سيرة ذاتية مشوهة وغير مكتملة عن حياته الخاصة.
التقدير التقريبي لعمر هولمز في قصة «قوسه الأخير» تبين أنه ولد حوالي سنة 1854م، حيث أن القصة قد نشرت في أغسطس 1914م، وكان عمر هولمز فيها 60 عامًا، يعتقد بعض الباحثين أن يوم ميلاده هو 6 يناير.
أولى محاولات هولمز لتطوير مهاراته في الاستنتاج كانت قبيل تخرجه من الجامعة، أولى القضايا التي حلها -وقتما كان لا يزال هاويًا- كانت من أحد أصدقائه في الجامعة. ووفقًا لهولمز، فإن لقاءً غير متوقع بوالد أحد زملائه هو ما دفعه إلى اتخاذ قرار باحتراف التحري والتحقيق، فقضى الست سنوات التالية لتخرجه من الجامعة يعمل كـ «محقق استشاري»، قبل أن تضطره ظروفه المالية إلى قبول واطسون كشريك سكن، وهي النقطة التي بدأت عندها روايات وقصص هولمز.
منذ 1881م، أصبح هولمز يسكن في 221ب شارع بيكر، لندن. حيث كان يبدأ من هناك مغامراته، ويقدم خدماته محققًا استشاريًّا. 221ب شارع بيكر هو عنوان شقة لها سلم من 17 درجة، وكانت هذه الشقة في الماضي تمثل النهاية العليا لشارع بيكر. قبل وصول الدكتور واطسون، كان هولمز يعمل منفردًا، وكان أحيانًا يوظف وكيلًا عنه من الطبقة الفقيرة في لندن. ولعل أهم من تعاونوا مع هولمز من الطبقات الفقيرة، مجموعة من أطفال الشوارع كان هولمز يطلق عليهم مشردو شارع بيكر، أو فرقة شارع بيكر (بالإنجليزية: the Baker Street Irregulars)، حيث ظهرت هذه المجموعة في ثلاث قصص هي «دراسة في اللون القرمزي» و«علامة الأربعة» و«مغامرة الرجل الأحدب».
أورد كونان دويل القليل من المعلومات حول عائلة هولمز، فلم يذكر شيئًا حول والديه، واكتفى بالإشارة إلى أن أسلافه كانوا من الإقطاعيين. في قصة «مغامرة المترجم اليوناني» ادعى هولمز أن أحد أقاربه هو الفنان الفرنسي الشهير فرنيه. لدى هولمز أخ أكبر منه بسبع سنوات يدعى «مايكروفت هولمز»، مايكروفت هو موظف حكومي ظهر في ثلاث قصص، هي «مغامرة المترجم اليوناني»، و«المشكلة الأخيرة»، و«مغامرة خطة بروس-بارتينجتون»، وورد ذكر اسمه في قصة «مغامرة المنزل الفارغ»، ويشغل وظيفة فريدة من نوعها في الحكومة البريطانية، حيث يعمل كقاعدة بيانات بشرية للقوانين والسياسات الحكومية. ذكرت الروايات أن مايكروفت أكثر ذكاءً وقدرة على التحليل والاستنتاج من هولمز، إلا أنه لايهتم بالجانب الميداني من التحقيقات، حيث يفضل قضاء معظم وقته في «نادي ديوجينز»، وُصف هذا النادي بأنه مخصص للأشخاص الأكثر انعزالية في لندن.

### حياته مع د.واطسون

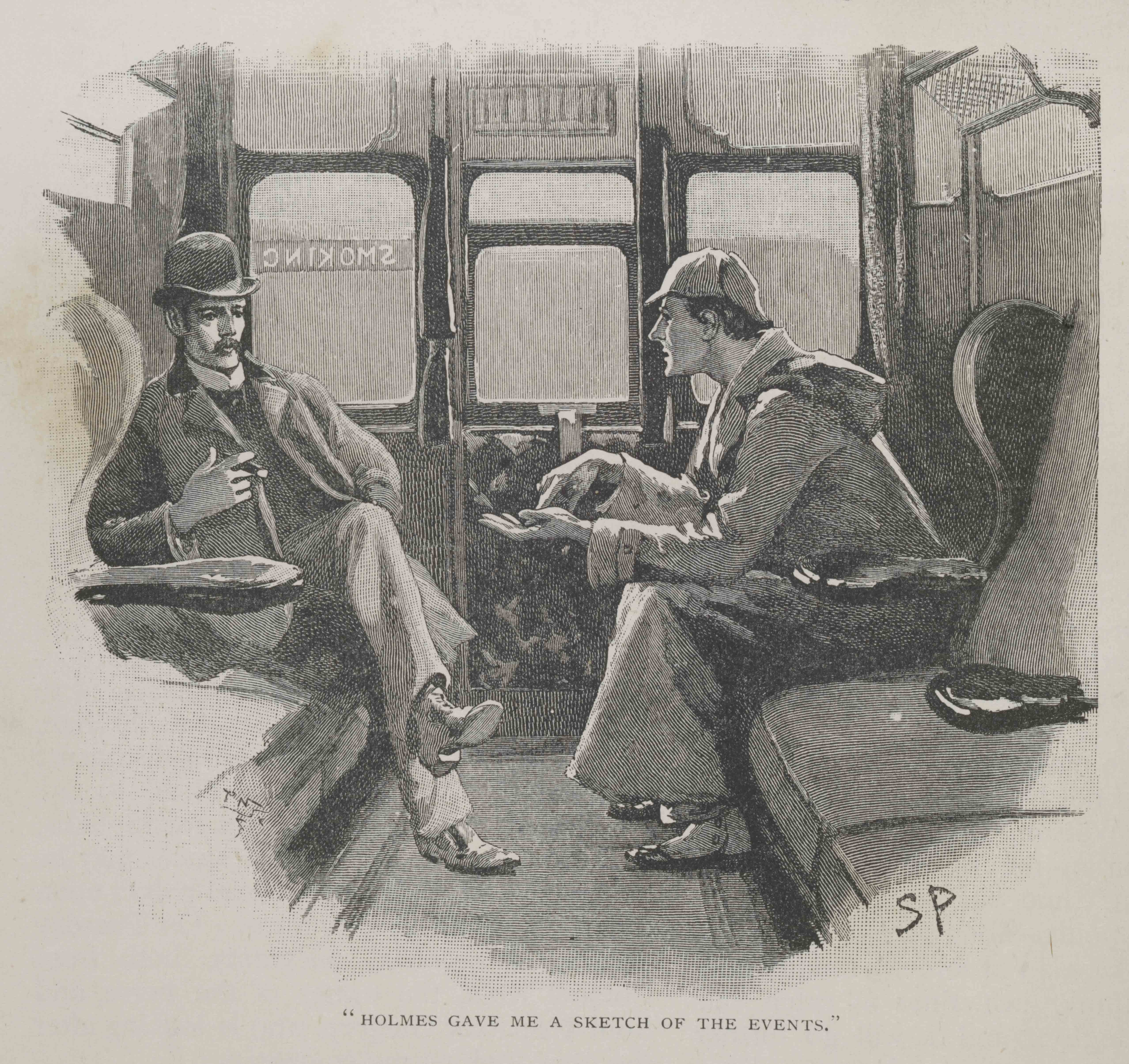
هولمز وواطسون كما رسمهما سيدني باجيت في قصة "ذو الغرة الفضية"

قضى هولمز أغلب سنوات عمله كمحقق استشاري مع صديقه المقرب وكاتب سيرة حياته، الدكتور جون هـ. واطسون، الذي عاش مع هولمز فترة طويلة قبل أن يتزوج في 1887م من «ماري مورستان»، ثم عاد للإقامة معه مرة أخرى بعد وفاة زوجته. المنزل الذي أقاما فيه في شارع بيكر كان ملكًا لأرملة تدعى «السيدة هدسن» التي كانت مسؤولة أيضًا عن صيانته.
كان لواطسون مهمتان رئيسيتان في حياة هولمز، المهمة الأولى: أنه كان بمثابة اليد اليمنى له، فبالإضافة إلى تقديم المساعدة لهولمز في الجزء الطبي من التحقيقات -بحكم كونه طبيبًا-، كان واطسون يقوم بمهمات مساعدة أخرى، كالبحث، والتنكر، والمراسلة بالنيابة عنه. المهمة الثانية: أنه كان كاتب سيرة حياته، وتفاصيل القضايا التي يحلها (أو «بوزويل الخاص بي» كما يسميه هولمز (نسبة إلى جيمس بوزويل، كاتب السير الذاتية المشهور). معظم القضايا التي حلها هولمز دُونت من قبل واطسون، على شكل قصة تلخص مراحل سير القضية، كان هولمز ينتقد أسلوب واطسون في الكتابة ويصفه بالعاطفي والشعبوي (السوقي)، مضيفًا إلى ذلك، أن أسلوب واطسون يفتقر إلى الدقة والموضوعية في توثيق «الجانب العلمي» من القضايا.
صداقة هولمز وواطسون كان أهم علاقة في قصص وروايات كونان دويل. في العديد من القصص، وبالرغم من حالة تبلد المشاعر الواضحة لدى هولمز، إلا أن تقديره واحترامه لواطسون سرعان ما يظهر بوضوح. عندما أصيب واطسون بطلق ناري، أبدى هولمز تعاطفًا واضحًا مع صديقه المصاب، رغم أن الإصابة كانت سطحية، وقد كتب واطسون عن مشاعر هولمز قائلًا أن الأمر كان يستحق أن تُصاب من أجله. وبشكل عام، ظل هولمز يعمل محققًا استشاريًا طيلة ثلاث وعشرين عامًا، وثق منها د.واطسون سبعة عشر عامًا.

### التوقف الكبير

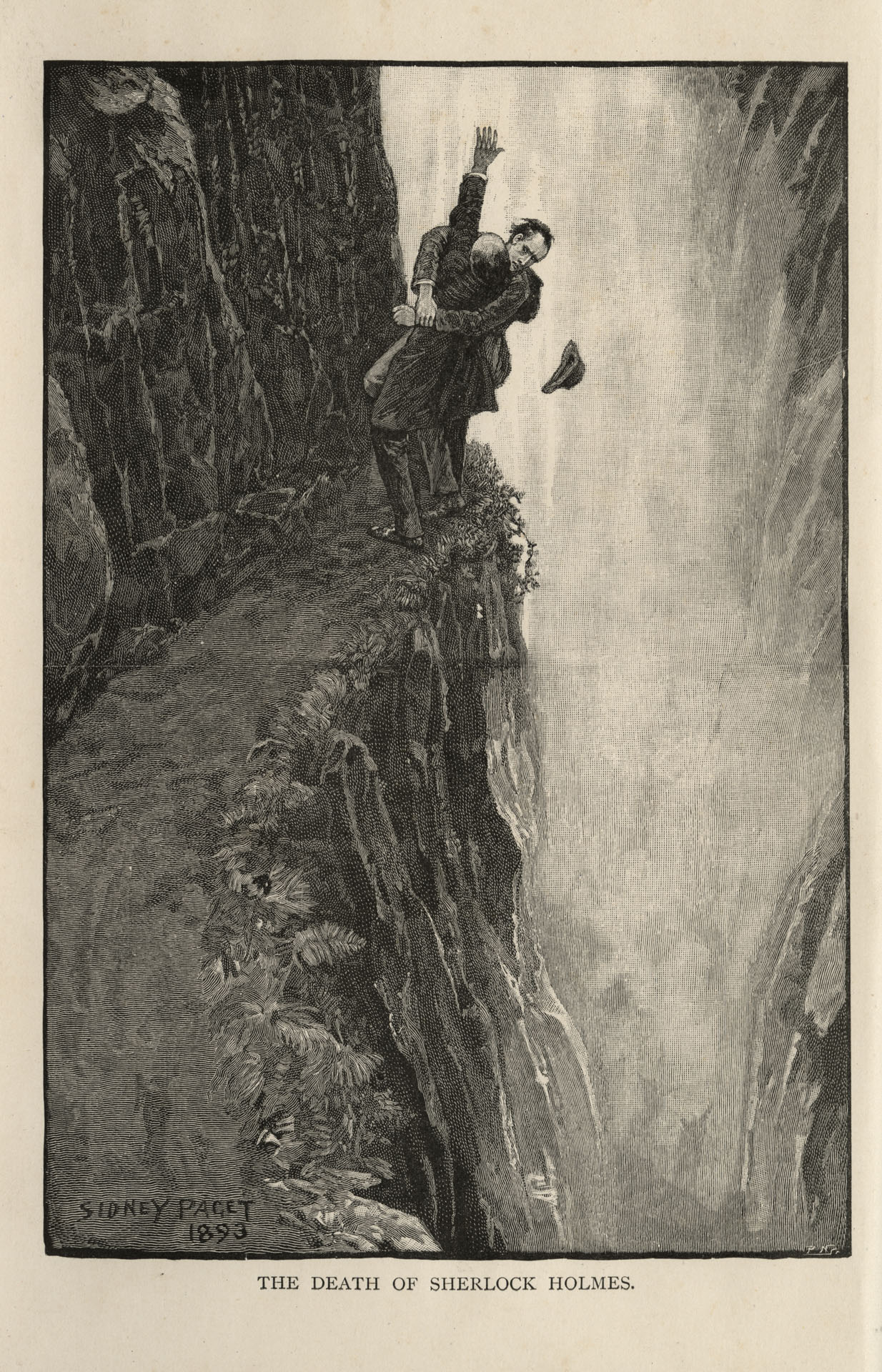
صورة هولمز ومورياتي يتصارعان بالقرب من شلالات الرايشنباخ كما رسمها سيدني باجيت

كتب كونان دويل المجموعة الأولى من قصص هولمز على مدار عشر سنوات، وسعيًا منه لتوفير وقت لكتابة رواياته التاريخية، فقد قرر قتل هولمز في قصة «المشكلة الأخيرة»، التي كتبها عام 1891م، بينما لم تمثل للطبع إلا بعد ذلك بعامين. لم يتقبل القراء هذا الأمر بسهولة، وظلوا على مدار ثمانية أعوام يرفضون مافعله كونان دويل ويطالبونه بإعادة هولمز للحياة، وهو ماتم بالفعل، حيث نُشرت رواية «كلب آل باسكرفيل» عام 1901م، والتي تدور أحداثها ضمنيًا في فترة ماقبل وفاة هولمز (تتحدث بعض النظريات عن أن أحداث هذه الرواية وقعت بعد عودته للحياة في «مغامرة المنزل الفارغ» فعلًا لكن واطسون وضع قرائن أشارت إلى العكس). في 1903م، نشر كونان دويل قصة «مغامرة المنزل الفارغ» التي بدأ كتابتها في 1893م، والتي يعود فيها هولمز للظهور مرة أخرى، ويشرح لواطسون المذهول كيف أن قصة وفاة هولمز في «مغامرة المشكلة الأخيرة» ماهي إلا مجرد خدعة استخدمها للإطاحة بأعدائه. تعتبر «مغامرة المنزل الفارغ» بداية المجموعة الثانية من قصص هولمز، والتي استمر كونان دويل في كتابتها حتى 1927م.
عشاق هولمز يطلقون على الفترة مابين 1891م إلى 1894م -الفترة بين وفاة هولمز في «المشكلة الأخيرة» وعودته للحياة في «مغامرة المنزل الفارغ»- اسم «التوقف الكبير - Great Hiatus». الاستخدام الأول لهذا المصطلح كان من قبل الكاتب إيدجار و. سميث في مقال بعنوان «شرلوك هولمز والتوقف الكبير» الذي نُشر في عدد يوليو 1946م من مجلة «بيكر ستريت جورنال». وعلى الرغم من ذلك، فإن قصة «مغامرة وستيريا لودج» قد وقعت أحداثها عام 1892م، -خلال فترة التوقف الكبير- بسبب خطأ من جانب سير كونان دويل.

### حياته بعد تقدمه في السن
ذُكر في قصة «قوسه الأخير» أن هولمز قد تقاعد وانتقل للعيش في مزرعة صغيرة في «ساسكس داونز»، إلا أن تاريخ هذا الانتقال غير محدد بالضبط، لكنه من المفترض أن يكون قرابة عام 1904م. وقد اتخذ هولمز من هوايته في تربية النحل كوظيفة أساسية تلتهم معظم وقته، وقد كتب مرجعًا عمليًا عن ثقافة النحل، مصحوبًا بملاحظات عن سلوك الملكة. كما تظهر القصة أن هولمز وواطسون قطعا فترة تقاعدهما في المزرعة مرتين: الأولى للمشاركة في المجهود الحربي أثناء الحرب العالمية الأولى. والثانية أثناء «مغامرة عرف الأسد» التي رُويت بواسطة هولمز نفسه، ووقعت أحداثها أثناء فترة تقاعده. تفاصيل وفاة هولمز غير معروفة.

## عادات وملامح شخصية هولمز
وصف واطسون هولمز بأنه بوهيمي في عاداته وأسلوب حياته، ووفقًا لواطسون، فإن هولمز شخص غريب الأطوار، لايضع أي اعتبار للمقاييس المجتمعية فيما يتعلق بالترتيب والتنظيم، فما يبدو للآخرين فوضى أو هباء لا قيمة له، يراه هو ثروة من المعلومات المفيدة. وطوال سير أحداث القصص، كان هولمز دائمًا ما يغرق في الفوضى الخاصة به من مستندات وأوراق ومصنوعات يدوية، من أجل العثور على شيء يفيده في حل اللغز الذي يعمل عليه، في «كلب آل باسكرفيل» وصفه واطسون بأنه شبيه بالقط في حرصه على نظافته الشخصية.
كتب واطسون عددًا من الملاحظات حول عادات هولمز الغذائية، فذكر أنه لم يكن يهتم بأمر الطعام، وكان إذا استغرق في التفكير، فإنه ينسى أمر الطعام لساعات متواصلة، حتى يبدو الأمر كأنه يجوّع نفسه، كما وصفه واطسون في «مغامرة بنّاء نوروود».

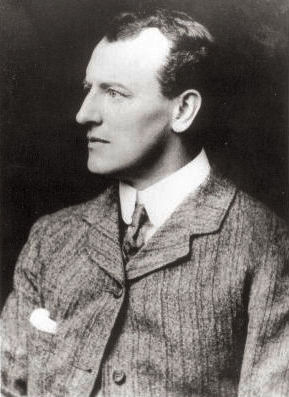
سيدني باجيت، رسام مجلة ستراند الذي ساهمت رسوماته في صياغة أيقونة هولمز وواطسون بشكلها المعروف

كانت عادة هولمز أن يدخن الغليون، بينما لم يكن يستخدم السجائر بشكل متكرر، لم يورد واطسون أثناء توثيقه لحياة هولمز استخدامه للغليون على أنه أمر سيئ. ومع ذلك، فقد كان واضحًا أن واطسون لديه حدود شخصية يلتزم بها أكثر مما لدى هولمز، وأحيانًا كان يوبخ هولمز على خلق «أجواء سامّة» بتدخينه للغليون في الغرفة، وقد أشار هولمز إلى علمه بذلك في «مغامرة قدم الشيطان».
كذلك، فلم يشجب واطسون أو يستنكر استعداد هولمز لليّ عنق الحقيقة أو تجاوز القوانين من أجل مصلحة موكليه وزبائنه (كالكذب على الشرطة، أو إخفاء الأدلة، أو اقتحام المنازل والملكيات الخاصة) مادام يمكنه تبرير ذلك أخلاقيًا. إلا أن واطسون لم يغض الطرف عن مخططات هولمز تلك عندما يتعلق الأمر بالتلاعب بالأشخاص الأبرياء، كما فعل هولمز -مثلًا- عندما تلاعب بقلب ومشاعر امرأة شابة في «مغامرة تشارلز أغسطس ميلفرتون» على الرغم من أنه قد حمى أموالها من أن يسرقها ميلفرتون.
ظهر هولمز في بعض القصص نيابة عن الحكومة البريطانية في مسائل متعلقة بالأمن القومي، كما قام ببعض مهام مكافحة التجسس في قصة «قوسه الأخير» التي كُتبت قبيل اندلاع الحرب العالمية الأولى. في أوقات ضجره، وباستخدام مهارته في إطلاق النار، زين هولمز جدار مقر إقامته في شارع بيكر بالرمز "VR" (والذي يرمز لـ"Victoria Regina" وهي كلمة رومانية تعني: الملكة فكتوريا) مستخدمًا رصاصات أطلقها من مسدسه من طراز ريفولفر.
كان هولمز يتمتع بثقة زائدة وغرور قاتل يصل أحيانًا إلى حدود الغطرسة، وإن كان هذا الأمر مبررًا، فهو دائمًا ما يرى بعينيه محققي الشرطة يقفون عاجزين أمام استنتاجاته المذهلة، ومع ذلك فهو لم يكن باحثًا عن الشهرة، فعادةً ما كان يسمح لرجال الشرطة أن يحصلوا على كل التقدير والثناء حتى ولو كانت القضية حُلّت بفضل استنتاجاته. كانت مكاتب الشرطة خارج لندن تطلب مساعدة هولمز عندما يكون بالقرب منهم، حتى أثناء إجازته. فقط عندما كان واطسون ينشر تفاصيل القضايا كان دور هولمز يبدو واضحًا، وبسبب منشورات واطسون ومقالات الصحف، صار هولمز معروفًا كمحقق جيد، وصار الناس يطلبون مساعدته بدلًا من -أو بالتوازي مع- الشرطة، ويشمل ذلك موظفي الحكومة وأفراد العائلة الملكية. تذكر الروايات والقصص أن رئيس وزراء بريطانيا، وملك بوهيميا، زار كل منهما هولمز في مقر إقامته في 221ب شارع بيكر طالبين مساعدته، كذلك، فقد منحته الحكومة الفرنسية وسام جوقة الشرف لمساهمته في حل إحدى القضايا، وقد رفض هولمز لقب الفروسية عن «خدماته المجهولة التي ربما تظهر للعلن يومًا ما». تشمل قائمة عملاء هولمز ملك اسكندنافيا أيضًا، إضافة إلى مساعدته الفاتيكان مرتين على الأقل. أصبح هولمز مسرورًا عندما أدرك حجم قدراته الفذة، وبدت استجاباته للإطراء واضحة -وفقًا لملاحظات واطسون- كفتاة معجبة بالتعليقات على مدى جمالها.
مشاعر هولمز وتصرفاته يمكن وصفها بأنها باردة وصلبة، وقلبه كان قاسيًا بحيث أنه وبالرغم من كونه في وسط مغامرة ما، والأخطار تحيط به، كان بإمكانه التألق بعدد من الملاحظات العاطفية التي لا تناسب صعوبة الموقف. هولمز -كذلك- كان موهوبًا في الاستعراض، وكان يتمتع بحضور قوي، كما كان مميزًا في إعداد الأفخاخ التي يمكنه من من خلالها القبض على الجاني متلبسًا، وغالبًا ما يفعل ذلك بطريقة معينة يبهر من خلالها واطسون، أو أحد مفتشي سكوتلاند يارد.
كان هولمز شخصًا انعزاليًا، لا يحب الرفقة -باستثناء واطسون-، في إحدى القصص عندما اقترح واطسون المبيت لدى أحد الأصدقاء والحصول على قسط من الرحة قبل المتابعة، لم يوافق هولمز إلا بعد أن علم أن المضيف كان أعزبًا، وأنه وعدهم الحرية الكاملة. لم يسعَ هولمز إلى تكوين صداقات، بالرغم من قدرته على الاحتفاظ بالأصدقاء، لذا فهو لا يملك أصدقاء كثر، وقد عزا وحدته إلى اهتماماته الغريبة والتي لا يشاركه فيها الكثير من الناس. في «مغامرة جلوريا سكوت» أخبر هولمز واطسون أنه بعد سنتين من الدراسة في الجامعة، نجح في الحصول على صديق واحد فقط اسمه «فيكتور تريفور».
في قصة «مغامرة عصابة الرؤوس الحمراء»، استمتع هولمز بالاستماع إلى عزف الكمان بواسطة العازف الإسباني بابلو دو ساراسته، كما يبدو استمتاعه بالموسيقى الغنائية vocal music -خصوصًا أعمال ريتشارد فاغنر- واضحًا في قصة «مغامرة الدائرة الحمراء».

### المظهر الشخصي
الصورة المتداولة عن هولمز هي صورة رجل طويل القامة، ونحيل الوجه، وبهي الطلة، يعتمر قبعة خاتل الأيائل، وفي فمه غليون، وعلى كتفه قبعة، يقف ممسكًا بعدسة مكبرة. يوصف هولمز بأنه سيد إنجليزي من الطراز الفيكتوري، له عينان حادتان دقيقتان، وأنف معقوف. كما أنه لا شيء يمنعه من مواصلة تطوير مهنته الشخصية كمحقق استشاري.

### تعاطيه للمخدرات

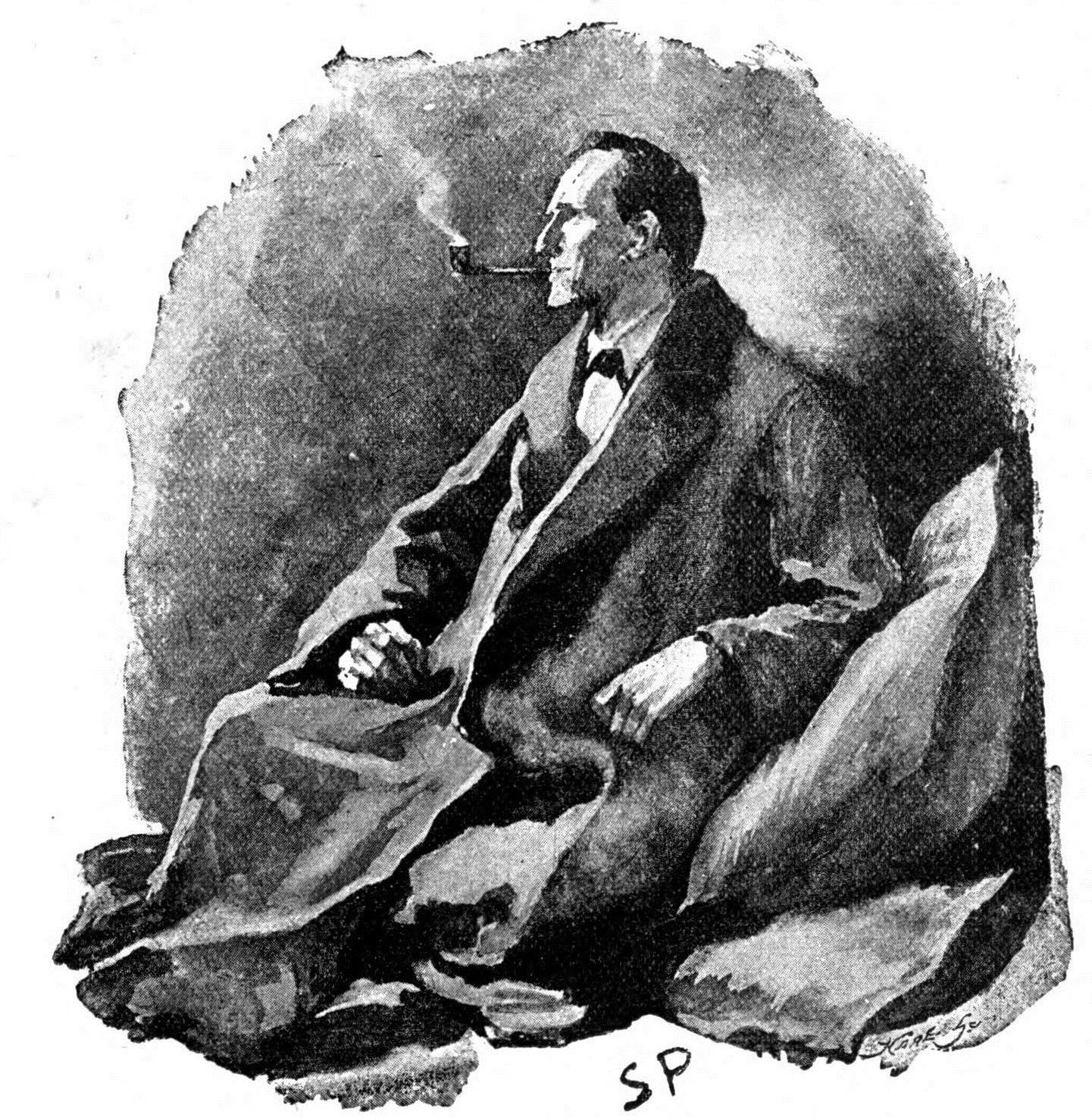
رسم لهولمز كما تخيله سيدني باجيت في قصة "مغامرة الرجل ذي الشفاة الملتوية" والتي نشرت في مجلة ستراند عام 1891م

كان هولمز يتعاطى المخدرات بين الحين والآخر، خصوصًا في الوقت الذي لا تكون هناك قضايا تشغل باله، وتُستنفذ قواه في حلها. كان يؤمن بأن الكوكايين يحفز دماغه ويقوم بالوظيفة التي تقوم بها القضايا المعقدة، فكان يتعاطى الكوكايين في محلول بتركيز 7% بواسطة محقن كان يحمله في حافظة من الجلد المغربي، كما كان يتعاطى المورفين كذلك، لكنه لم يكن يفضل الأفيون، حيث أظهر امتعاضه أثناء زيارته لإحدى أوكار بيع الأفيون (هذه المخدرات ظلت قانونية في إنجلترا حتى نهاية القرن التاسع عشر). كلٌّ من هولمز وواطسون كانا يستخدمان التبغ، والسجائر (وإن كان هولمز يستخدم السجائر بشكل أقل)، والسيجار، والغليون (الذي كان استخدامه عادة اجتماعية مقبولة في ذلك الوقت). ظهر هولمز في القصص والروايات قادرًا على التمييز بين الأنواع المختلفة لبقايا رماد التبغ، كما كتب أفرودة حول هذا الموضوع إلا أنها لم تنشر.
واطسون لم يكن موافقًا أبدًا على فكرة تعاطي هولمز للكوكايين، واصفًا إياها بأنها «خطيئته الوحيدة»، وعبر لهولمز عن قلقه كثيرًا من أن يؤثر التعاطي على حالته العقلية، ومستوى ذكائه. في قصة «مغامرة العملة المفقودة» ذكر واطسون أن هولمز «أقلع حديثًا» عن المخدرات، إلا أنه عاد ووصف عادة هولمز في التعاطي بأنها «لم تمت، بل كانت -بكل بساطة- نائمة».

### شؤونه المالية
بالرغم من أن هولمز احتاج واطسون ليشاركه دفع إيجار منزله في 221ب شارع بيكر، إلا أن واطسون كشف في «مغامرة المحقق الميت» -حينما كان هولمز يسكن وحده- أنه «لاشك أن المال الذي دفعه هولمز ثمنًا لإيجار بعض غرف المنزل، كان كافيًا لشراء المنزل كله». في «مغامرة جسر تور» عندما عرض عليه العميل الغني مضاعفة أجرته رفض هولمز قائلا أن «أجرة أتعابه ثابتة»، عادة ما كان العملاء الأغنياء يدفعون لهولمز أكثر من أجرته الأساسية. في قصة «المشكلة الأخيرة» قال هولمز أن خدماته لحكومة فرنسا، والأسرة الملكية الاسكندنافية، أورثته مالًا كافيًا ليتقاعد مرتاحًا. في «مغامرة بيتر الأسود» دوّن واطسون أن هولمز كان يرفض قبول قضايا العملاء الأغنياء وذوي النفوذ إذا لم تجذب اهتمامه، وبدلًا من ذلك كان يقضي أسابيع عديدة محاولًا حل قضية واحدة من قضايا عملائه الفقراء والمشردين. في قصة «قضية هوية» يخبر هولمز واطسون عن الصندوق المليء بالذهب الذي وصله من ملك بوهيميا بعد «فضيحة في بوهيميا»، وعن خاتم قيّم وصله من الأسرة الملكية الألمانية. في «مغامرة خطة بروس-بارتينجتون» يحصل هولمز على دبوس ربطة عنق مصنوع من الزمرد من الملكة فيكتوريا. كذلك فقد حصل هولمز على سفرن ذهبي (عملة معدنية بريطانية) من آيرين أدلر في قصة «فضيحة في بوهيميا»، وخطاب شكر موقع من الرئيس الفرنسي -إلى جانب وسام جوقة الشرف- لتتبعه قاتلًا مأجورًا في «مغامرة نظارة الأنف الذهبية». وفي «مغامرة مدرسة الأخوية» يفرك هولمز يديه في سعادة عندما يعرض عليه دوق هولندرنس 6000 جنيه إسترليني مقابلًا لأتعابه، المبلغ الذي أثار دهشة واطسون نفسه، وخلال حياته المهنية، عمل هولمز لصالح ملوك وحكومات أوروبا، والأرستقراطيين فاحشي الثراء، وملاك المصانع، وزوجات الحكام، والعمال، والفقراء والمعدمين.
كان هولمز لايتوانى عن المطالبة بأتعابه ومستحقاته المالية، في «مغامرة الشريط المرقط» قال أن هيلين ستونر سيدفع أي مبلغ يطلبه منه، وفي «عصابة الرؤوس الحمراء» يطلب من البنك تعويضه عن المبلغ الذي أنفقه في حل القضية، وفي «مغامرة تاج الزمرد» يطلب هولمز من موكله الغني أن يدفع تكاليف استرجاع الأحجار الكريمة المسروقة، كما يطالب بالحصول على المكافئة التي أُعلن عنها.
أشار واطسون إلى أن هولمز كوّن دخلًا جيدًا من عمله محققًا، إلا أن واطسون لم يكن يشير إلى مقدار ما يتقاضاه هولمز من المال نظير خدماته إلا نادرًا.

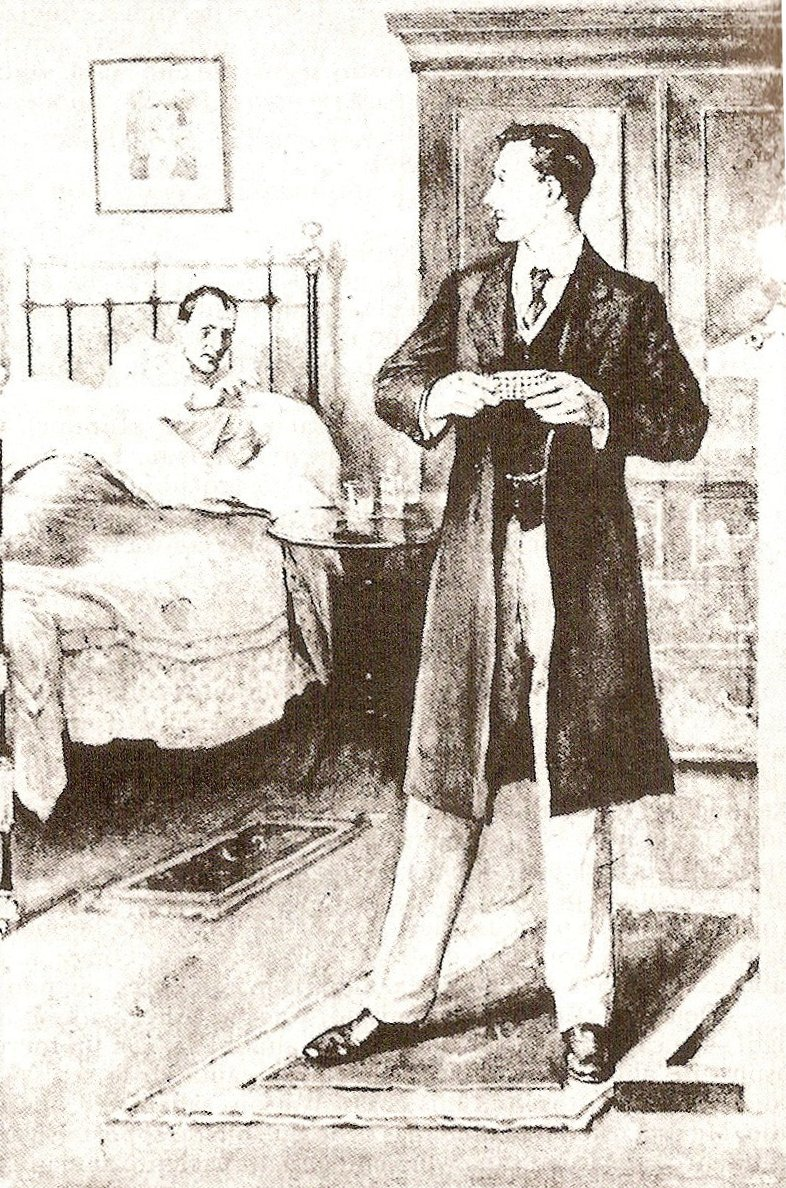
هولمز نائم في سريره، من "مغامرة المحقق الميت"

### علاقته بالنساء

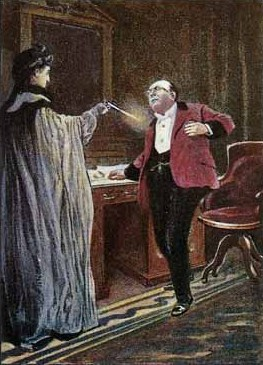
رسم لقصة "مغامرة تشارلز أغسطس ميلفرتون" بواسطة سيدني باجيت عام 1904م

في «مغامرة تشارلز أغسطس ميلفرتون»، قرر هولمز أنه سيخطب إحدى النساء، تمهيدًا لإعلان زواجه منها، إلا أن هذا الزواج في الحقيقة كان مزيفًا بهدف الحصول على معلومات تساعده في حل القضية. بالرغم من إبداء هولمز اهتمامًا مبدئيًا ببعض عميلاته من النساء، (مثل: فيوليت هنتر في «مغامرة أخشاب الزان النحاسية»، وفيوليت سميث في «مغامرة الدراج المنفرد»، وهيلين ستونر في «مغامرة الشريط المرقط»)، إلا أن واطسون كتب في «مغامرة أخشاب الزان النحاسية»: أن هولمز «لم يبد أي اهتمام إضافي بعميلاته خارج نطاق حل اللغز». وصف واطسون هولمز بأنه «لديه نفور من النساء، لكنه يهتم بهن بطريقة خاصة».
وصفه واطسون في رواية «علامة الأربعة» بأنه «إنسان آلي، أو آلة حاسبة»، ويرد هولمز قائلًا: «إنه من المهم ألا تتأثر أحكامك بآرائك الشخصية وعواطفك، فالعميل بالنسبة لي مجرد ركن من أركان اللغز. العاطفة تعيق التفكير المنطقي، أؤكد لك أن أكثر امرأة فاتنة رأيتها في حياتي شنقت لقتلها أولادها الثلاثة الصغار من أجل الحصول على أموال التأمين»، وفي نفس الرواية يقول هولمز عن النساء: «ما كنت لأخبرهن الكثير، لا يمكنك أن تثق في النساء، فليست تلك أفضل صفاتهن»، وفي رواية «وادي الخوف» يقول هولمز: «لست من المعجبين بجنس النساء». وبشكل عام، يمكن القول بأن الفائدة الوحيدة التي عادت على هولمز من النساء، هي القضايا التي يطلبن منه حلها. هذه الإشارات المختلفة إلى فقدان هولمز الاهتمام بإقامة علاقات مع النساء عمومًا، والعميلات خصوصًا، دفعت واطسون لأن يقول له أن «فيك شيئًا غير بشري في بعض الأحيان». وقال أيضًا أنه وبالرغم من كرهه للعلاقة الجنسية وارتيابه منها، إلا أنه -أي هولمز- خصم شهم.
كتب كونان دويل إلى الدكتور جوزيف بيل قائلًا: «عندما يتعلق الأمر بالوقوع في الحب، فإن هولمز يفقد إنسانيته، ويتحول إلى مايشبه آلة تشارلز بابيج الحاسبة».
كتب واطسون في «مغامرة المحقق المحتضر» أن السيدة هدسن كانت مغرمة بهولمز على نحو خاص، بالرغم من سلوكه المزعج وغريب الأطوار بالنسبة لكونه مستأجِرًا، وذلك بسبب دماثة خلقه ولطفه البالغ في التعامل مع النساء.

#### آيرين أدلر
آيرين أدلر هي مغنية أوبرا أمريكية سابقة، وهي أبرز شخصية نسائية ظهرت في القصص والروايات، رغم أنها لم تظهر سوى مرة واحدة فقط، في قصة «فضيحة في بوهيميا». آيرين هي المرأة الوحيدة التي شكلت تحديًا فكريًا لهولمز، وهي الشخص الوحيد الذي فاق هولمز ذكاء في معركة فكرية. في بداية القصة كتب واطسون عنها:
احتفظ هولمز بصورة فوتوغرافية لها كمقابل من ملك بوهيميا عن الدور الذي أداه في هذه القضية.

## أساليبه في الاستنتاج

### الاستنتاج الهولمزي

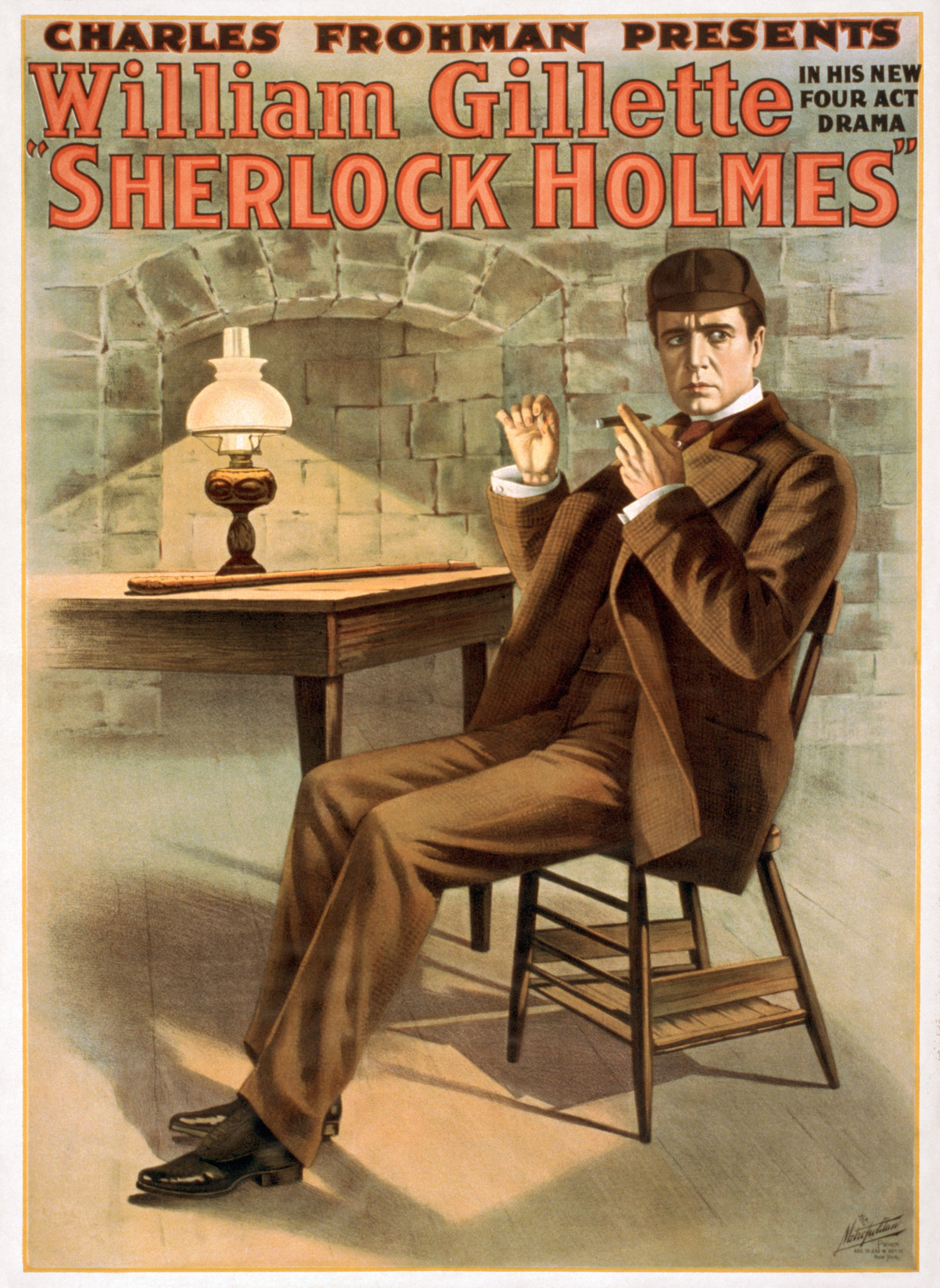
غلاف مسرحية "شرلوك هولمز" عام 1899، كتبها كونان دويل، وأدى دور هولمز الممثل ويليام جيليت، حيث تضمنت المسرحية عبارة «أولًا، عزيزي واطسون» التي لم ترد في القصص

بشكل أساسي، استخدم هولمز أسلوب الاحتمال المنطقي - Abductive reasoning للوصول إلى استنتاجات. كتب هولمز: «من قطرة ماء واحدة، يمكن للشخص المنطقي أن يحدد ما إذا كان مصدرها المحيط الأطلنطي، أو شلالات نياجرا، دون أن ترى أو تسمع أيًا منهما». الاستنتاج الهولمزي يتكون بشكل أساسي من استنتاجات مبنية على الملاحظة، مثل دراسة أعقاب السجائر. مبدأ أساسي آخر من مبادئ الاستنتاج الهولمزي هو إحدى مقولاته الشهيرة التي وردت في «علامة الأربعة» حيث يقول: «عندما تستبعد المستحيلات، فإن المتبقي -مهما كان مستبعدًا- هو الحقيقة».
استخدم هولمز أسلوب الاستنتاج المنطقي - Deductive reasoning لمعرفة وظائف الناس، كما فعل مع رقيب البحرية المتقاعد في «دراسة في اللون القرمزي»، ومراقب طاولة البلياردو (الشخص الذي يقوم بمراقبة سير اللعبة وإحصاء نقاط اللاعبين) وضابط الصف بسلاح المدفعية في «مغامرة المترجم اليوناني»، ونجار السفن المغرم بلعب القمار في «مغامرة عصابة الرؤوس الحمراء». وبدراسة الأشياء والأدوات، فإنه يستطيع الوصول لاستنتاج عن شخصية مالكيها، مثلما فعل مع ساعة جيب واطسون في «علامة الأربعة»، ومع قبعة، وغليون، وعصًا في قصص أخرى.
لم يسعَ كونان دويل إلى إظهار هولمز بمظهر المعصوم من الخطأ دائمًا، ففي نهاية قصة «مغامرة الوجه الأصفر» يقول هولمز محدثًا مؤرخه: «إن رأيتني يومًا واثقًا بكل مبالغ فيه من قدراتي، أو مبديًا اهتمامًا أقل مما ينبغي تجاه قضية ما، فقط اهمس في أذني قائلًا 'نوربوري - Norbury' وسأكون ممتنًا لك للأبد».

### التنكر والتمويه
أظهر هولمز قدرة عالية على التنكر والتمثيل، في عدد من الروايات والقصص كان هولمز قادرًا على استخدام التنكر ليساعده على جمع الأدلة. وفي هذه الحالات فإن تنكره يكون مقنعًا لدرجةٍ يصعب معها حتى على واطسون نفسه أن يكتشف أن الواقف أمامه هو هولمز متنكرًا، وقد كتب واطسون في ملاحظاته أن «خشبة المسرح فقدت ممثلًا جيدًا حين قرر هولمز أن يتخصص في تحقيقات الجرائم» في إشارة منه إلى براعة هولمز في التمثيل. وقد تنكر هولمز في أشكال مختلفة عبر الروايات والقصص، ومنها:
- بحار، في رواية «علامة الأربعة».
- شحاذ، في رواية «كلب آل باسكرفيل».
- سائس خيل، في قصة «فضيحة في بوهيميا».
- قسيس، في قصة «فضيحة في بوهيميا».
- مدمن أفيون، في «مغامرة الرجل ذو الشفة الملتوية».
- متبطل عادي، في «مغامرة إكليل العقيق».
- كاهن إيطالي عجوز، في «مغامرة المشكلة الأخيرة».
- بائع كتب، في «مغامرة المنزل الفارغ».
- سباك، في «مغامرة تشارلز أغسطس ميلفرتون».
- رجل محتضر، في «مغامرة المحقق المحتضر».

### الأسلحة وفنون القتال

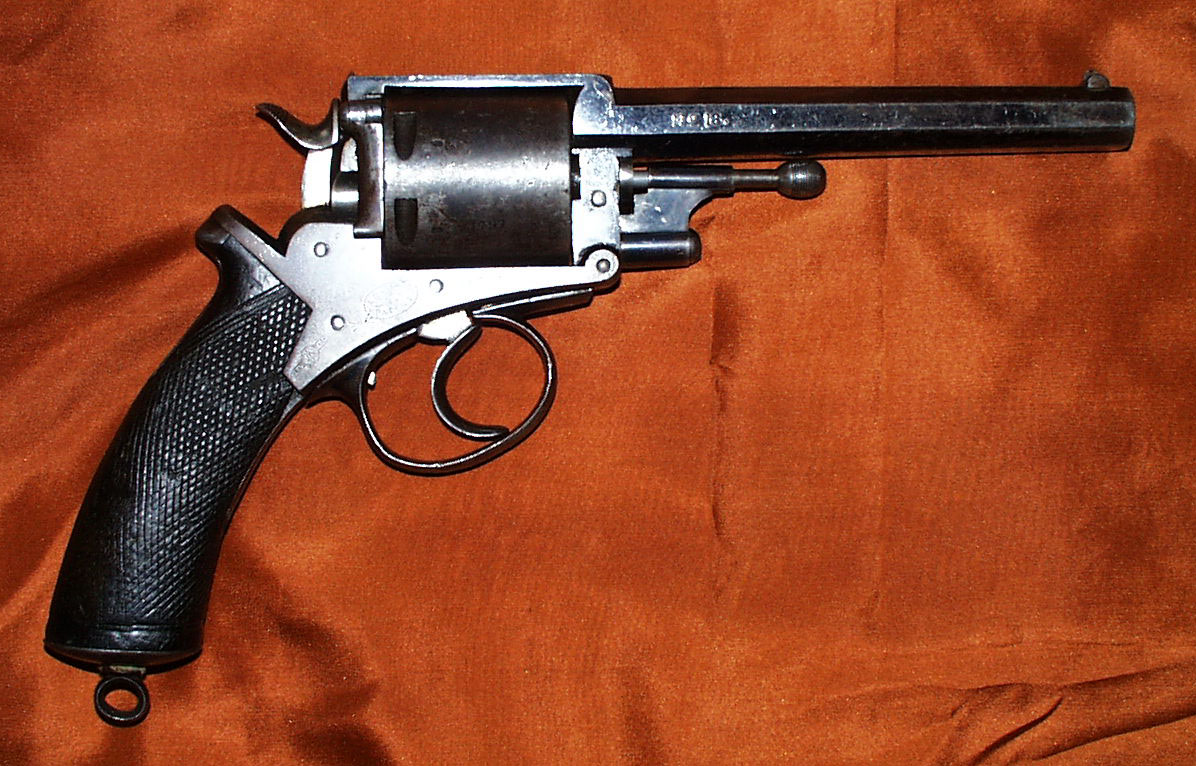
مسدس عسكري من طراز Mark III Adams الذي يختلف عن طراز mark II في تصميم ماسورة الإطلاق

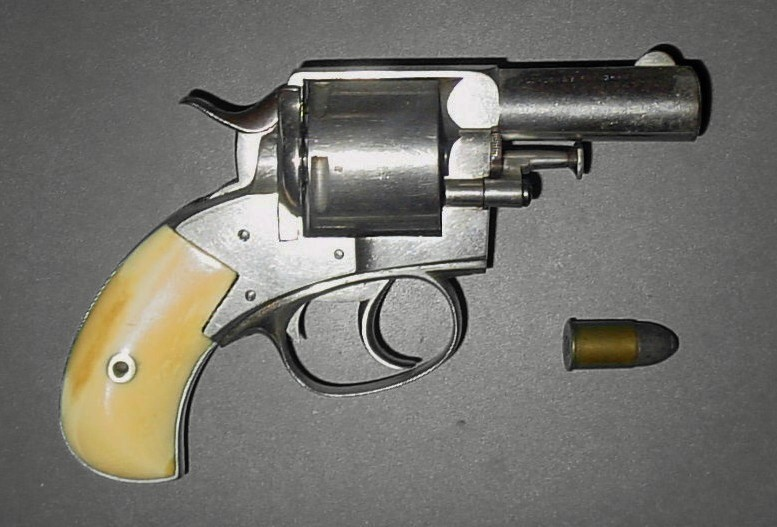
مسدس من طراز Webley Bulldog

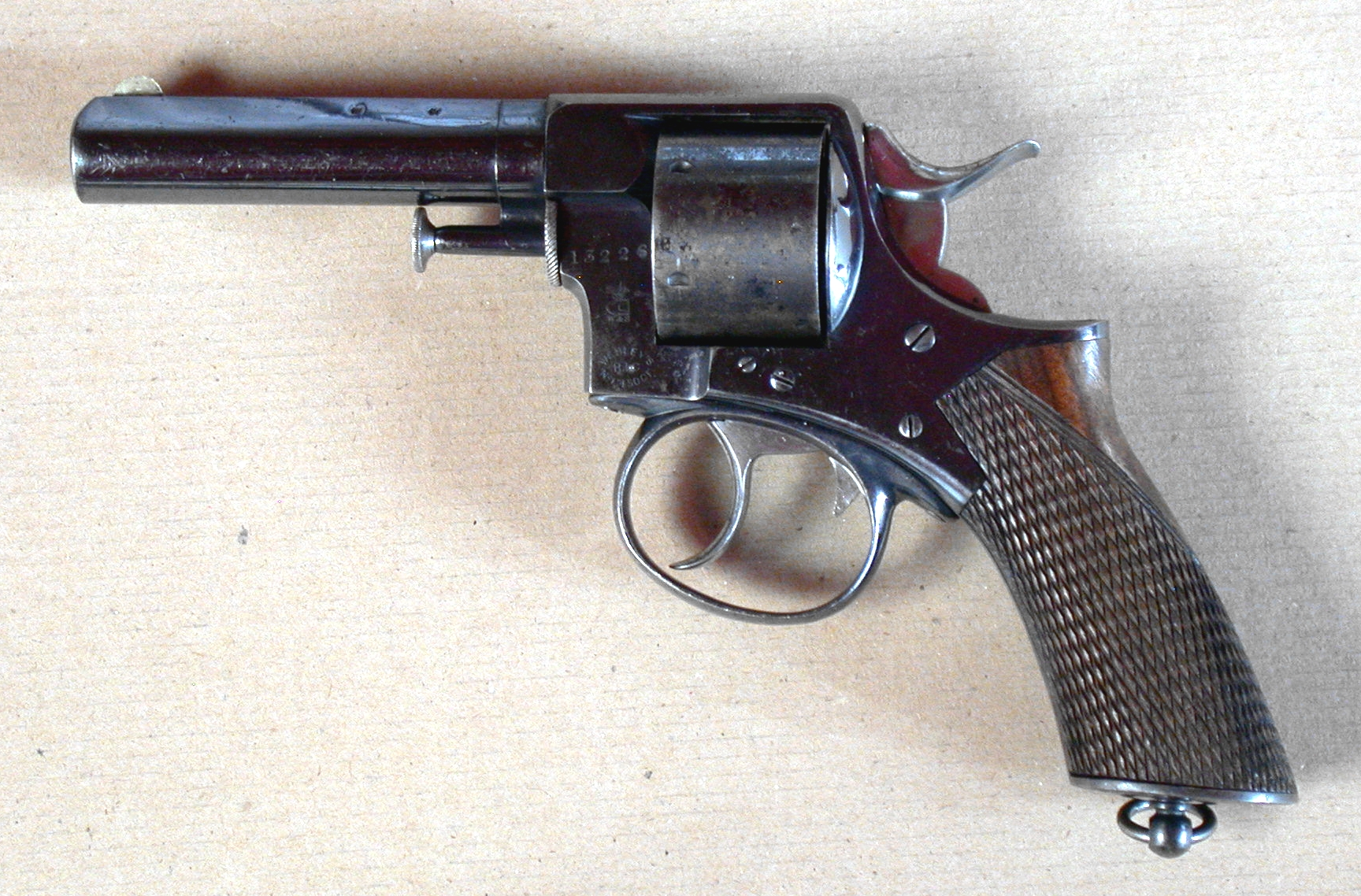
مسدس من طراز Webley RIC صنع عام 1868

#### المسدس
كان هولمز وواطسون يحملان المسدسات معهم، وقد استخدمت عدة أنواع من المسدسات في القصص، منها:
- مسدس من طراز Mk III Adams الذي كان يستخدمه واطسون أثناء خدمته السابقة في الجيش، حيث كان هذا الطراز من المسدسات جزءًا من تسليح القوات البريطانية في سبعينات القرن التاسع عشر.[43]
- مسدس من طراز Webley Bulldog كان هولمز يحمله.[43]
- مسدس من طراز Webley RIC.[43]
- مسدس حكومي من طراز Webley-Government "WG" Army.[43]

استخدمت الأسلحة في عدة مواضع في القصص والروايات، هي:
- في رواية «علامة الأربعة»: استخدم هولمز وواطسون السلاح في جزر أندمان.
- في رواية «كلب آل باسكرفيل»: أطلق كلاهما النار.
- في "مغامرة "أخشاب الزان النحاسية": أطلق واطسون النار وقتل كلبًا ضخمًا.
- في «مغامرة المنزل الفارغ»: استخدم واطسون عقب المسدس ليوقع الكولونيل سيباستيان موران على الأرض.
- في "The Adventure of the Three Garridebs": استخدم هولمز عقب المسدس ليوقع بالقاتل إيفانز، بعد أن أطلق واطسون النار.
- في «مغامرة طقوس موسجريف» ذُكر أن هولمز زين جدار شقته بطلقات رصاص من مسدسه ليشكل الرمز "VR" (والذي يرمز لـ"Victoria Regina" وهي كلمة رومانية تعني: الملكة فكتوريا).
- في قصة «المشكلة الأخيرة» أثناء لقائه بالبروفيسور موريارتي، أبقى هولمز فوهة مسدسه مغلقة بيده.
- في «مغامرة إكليل العقيق» صوب هولمز مسدسه نحو السير جورج بارنويل.
- في «مغامرة الدراج المنفرد» و«مغامرة بيتر الأسود» و«مغامرة الرجال الراقصين»: كلٌ من هولمز و/أو واطسون استخدما مسدسًا للإيقاع بالمجرمين.
- في «مغامرة جسر تور» استخدم هولمز مسدس واطسون لإعادة تمثيل الجريمة.

#### العصا
كعادة النبلاء في ذلك الزمان، كان هولمز عادة ما يحمل بحوزته عصًا أو عكازًا، وقد أشار واطسون إلى خبرته في استخدام الهراوات، وقد استخدم هولمز عصاه كسلاح مرتين.

#### السيف
ذكر واطسون في رواية «دراسة في اللون القرمزي» أن هولمز كان بارعًا في استخدام السيف، إلا أن لم يرد في أيٍّ من القصص أو الروايات أن هولمز استخدمه في حل القضايا. ذُكر أيضًا في «مغامرة جلوريا سكوت» أن هولمز كان يتدرب على المبارزة.

#### سوط ركوب الخيل
في عدد من القصص ظهر هولمز يحمل أحد الأسواط التي يستخدمها الخيالة، وفي «مغامرة قضية هوية» استخدم السوط لتهديد مشعوذ، وفي «مغامرة عصابة الرؤوس الحمراء» أطاح هولمز بالمسدس من يد جون كلاي باستخدام سوط الحصان، كذلك فقد أبعد الأفعى في «مغامرة الشريط المرقط» باستخدامه. في قصة «النابليونيون الستة» ظهر هذا السوط على أنه سلاحه المفضل، فقد استخدمه لكسر تماثيل مصنوعة من الجص.

#### الملاكمة
ذُكر في «سفينة غلوريا سكوت» أن هولمز دُرب على الملاكمة مما مكنه من التغلب على خصومه في المواضع القليلة من القصص التي اضطر فيها للاشتباك معهم جسديًا، وفي «مغامرة الوجه الأصفر» علق واطسون قائلًا أنه «كان بلا شك أفضل ملاكم رأيته على الإطلاق في فئة وزنه». اشتبك هولمز مع بعض خصومه في «مغامرة الدراج المنفرد»، وفي «مغامرة وثائق المعاهدة البحرية»، وخرج من كلا الاشتباكين منتصرًا.

#### الفنون القتالية
في «مغامرة المنزل الفارغ» روى هولمز لواطسون كيف أنه استخدم فنون القتال ليتغلب على خصمه البروفيسور موريارتي ويدفعه إلى الموت سقوطًا من شلالات الرايشنباخ قائلًا: «لدي معرفة عامة عن الباريتسو، أو النظام الياباني من المصارعة، الأمر الذي أفادني كثيرًا». كلمة باريتسو هو تحريف لاسم رياضة البارتيتسو -وربما كان خطأ في الكتابة من قبل سير كونان دويل- التي كانت منتشرة في بريطانيا وقت كتابة القصص، وهي عبارة عن مزيج من رياضات الجوجوتسو، والملاكمة، والمبارزة بالعصا.

#### القوة البدنية
كان هولمز يملك قوة بدنية فوق المتوسطة بالرغم من قامته النحيلة، حيث ذكر واطسون في «مغامرة الوجه الأصفر» أن «القليل من الرجال يمكنهم بذل جهد عضلي أعلى من هولمز». وفي «مغامرة إكليل العقيق» يقول هولمز أنه «يمتلك قوة استثنائية في أصابعه».

### معارف هولمز ومهاراته

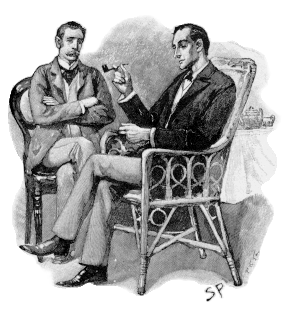
شرلوك هولمز ودكتور واطسون كما رسمهما سيدني باجيت

في أول قصصه، «دراسة في اللون القرمزي»، قُدِمَت بعض المعلومات عن ماضي هولمز وخلفيته العلمية.
هولمز في أوائل عام 1881م هو طالب كيمياء مستقل، له مجموعة واسعة من الاهتمامات الغريبة، هذه الاهتمامات تصب في مجرى مساعدته ليصبح خارقًا في حل الجرائم، ويظهر لأول مرة فرحًا مسرورًا لأنه استطاع تطوير أسلوب جديد لكشف بقع الدماء. قصة «مغامرة جلوريا سكوت»، إحدى أوائل قصص هولمز، تكشف المزيد عن ماضي هولمز وقراره بالعمل محققًا بعد ثناء والد أحد أصدقاءه على مهاراته، يظهر هولمز ملتزمًا بشكل صارم بالأسلوب العلمي، والمنطق، والملاحظة، والاستنتاج.
في «دراسة في اللون القرمزي»، ادعى هولمز أنه لا يعرف أن الأرض تدور حول الشمس، معللًا ذلك بأن معلومات كهذه لا علاقة لها بعمله، ومباشرة بعد سماعه تلك المعلومة من واطسون، قال إنه سيحاول فورًا نسيان هذه الحقيقة العلمية. يؤمن المحقق أن العقل لديه قدرة تخزين محدودة، ولذا فإن تعلم الأشياء عديمة الفائدة سيعيق تعلمه للأشياء المفيدة. في نفس الرواية، قيّم واطسون معارف هولمز ومهاراته كالتالي:
1. معارفه في الأدب – صفر.
2. معارفه في الفلسفة – صفر.
3. معارفه في علم الفلك – صفر.
4. معارفه في السياسة – ضعيفة.
5. معارفه في علم النبات – متغيرة. جيدة في الحشيش والأفيون، والسموم عامة، لا يعرف شيئاً عن البستنة العملية.
6. معارفه في الجيولوجيا – عملية، لكن محدودة. يميز بلمحة بين أنواع التربة المختلفة، وبعد النزهات أراني لطخات على بنطاله، وأخبرني من أي مكان في لندن علقت به بواسطة لونها وكثافتها.
7. معارفه في الكيمياء – عميقة.
8. معارفه في علم التشريح – دقيقة، لكنها بعيدة عن تشريح أجهزة الجسم.
9. معارفه في أدب الإثارة – هائلة، يظهر أنه يعرف كل تفصيل في أي رعب اُرتُكِب في القرن.
10. يعزف على الكمان بشكل جيد.
11. لاعب خبير بالعصا، ملاكم، ومبارز.
12. لديه معرفة جيدة وعملية بالقانون البريطاني.

هذه القائمة التي كتبها واطسون تعارضها الأحداث في القصص اللاحقة، فمثلًا، في نهاية قصة «دراسة في اللون القرمزي» نفسها، يظهر هولمز متقنًا اللغة اللاتينية، ولا يحتاج إلى ترجمة أثناء قراءة القصائد الرومانية الأصلية، رغم أن معرفة اللغات أمر ليس ذو فائدة كبيرة للمحقق، إلا أن كل طلبة الجامعات في ذلك الوقت كان يجب عليهم تعلم اللاتينية كجزء من دراستهم. أيضًا، افترض واطسون أن هولمز لا يعلم شيئًا عن السياسة، إلا أنه في «فضيحة في بوهيميا» تذكر مباشرة هوية الكونت فون كارم. أيضًا بالرغم من قول واطسون أنه يفتقد الحس الأدبي، إلا أنه محادثاته كانت تزخر بمقولات من الكتاب المقدس، وكتب شكسبير، وكتب الأديب الألماني فون غوته، والشاعر الفارسي حافظ الشيرازي، كما أنه اقتبس من رسالة فلوبير إلى جورج ساند المكتوبة باللغة الفرنسية، وفوق ذلك، ففي رواية «كلب آل باسكرفيل» استطاع هولمز تمييز أعمال الرسام الإيطالي-الأسترالي مارتن نوللير، والرسام الإنجليزي جاشوا رينولدس.
القصص الأخيرة تخلت عن فكرة رفض هولمز الاهتمام بالأشياء غير ذات الصلة المباشرة لمجال عمله، في الفصل الثاني من «وادي الخوف» قال هولمز أن «كل المعارف مفيدة للمحقق»، وفي آخر «مغامرة عرف الأسد» وصف هولمز نفسه بـ «القارئ النهم ذي الذاكرة الغريبة التي لا تنسى التفاهات».
شرلوك هولمز أيضاً محلل شفرات كفء، يقول لواطسون في «مغامرة الرجال الراقصين»: «أنا متآلف مع كل أشكال الكتابة السرية بشكل جيد، وقد كتبت أطروحة صغيرة حول هذا الموضوع، حللت فيها مائة وستين شفرة مختلفة.» حُلت إحدى الشفرات في «مغامرة الرجال الراقصين»، التي استخدمت سلسلة من الأشكال الأولية:
تحليل هولمز للأدلة يشمل فحص الآثار (مثل: التحلل الأولى لبصمات الأصابع، وطبعات الأقدام، وآثار الحوافر، وأثر إطار الدراجة) لفهم المشهد في مسرح الجريمة، (قصة «دراسة في اللون القرمزي»، و«مغارمة ذي الغرة الفضية»، و«مغامرة مدرسة الأخوية»، ورواية «كلب آل باسكرفيل»، و«لغز وادي بوسكومب» و«مغامرة بناء نوروود»). وفحص بقايا السجائر والسيجار لتحديد هوية المجرم، (قصة «مغامرة المريض المقيم» و«كلب آل باسكرفيل»). ومقارنة أنماط خطوط الكتابة لكشف المخادعين، (قصة «قضية هوية»). ومقارنة الرصاصات من مسرحي جريمتين، (قصة «مغامرة المنزل الخالي»). واستخدام بقايا البارود للكشف عن هوية القاتل، (قصة «مغامرة ميدان ريجات»). وتحليل قطع صغيرة من البقايا البشرية للكشف عن هوية قاتلين، (قصة «مغامرة صندوق الورق المقوى»).
في «فضيحة في بوهيميا» يُظهِر هولمز معرفة بعلم النفس، حيث يستدرج آيرين أدلر ليجعلها تدله على مكان الصورة الفوتوغرافية عبر إشعال حريق مفترضًا أن الآنسة أدلر غير المتزوجة ستبادر إلى حماية الصورة من الحريق عبر استخراجها من المكان الذي تخبئها فيه. مثال آخر في «مغامرة الجوهرة الزرقاء»، حيث يحصل هولمز على معلومات من البائع عن طريق استدراجه إلى لعب رهان، ويعلق على ذلك قائلًا: «إذا رأيت رجلًا شاربه بهذه الهيئة، ولا منديل يتدلى من جيب بذلته، يمكنك دائمًا خداعه باستخدام رهان».

## تأثير هولمز

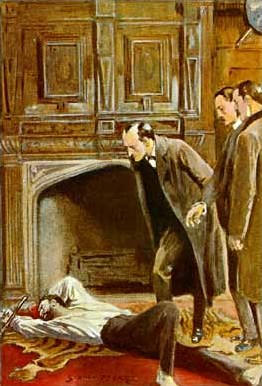
هولمز في "مغامرة مزرعة الدير"، من رسم سيدني باجيت

### الطب الشرعي
ارتبطت قصص هولمز كثيرًا بالطب الشرعي، لاسيما انتباهه للدلائل الخفية، استخدم المحقق الدلائل (مثل: آثار الأقدام والإطارات)، وبصمات الأصابع، وعلم المقذوفات، وتحليل خط الكتابة، لتقييم نظرياته ونظريات رجال الشرطة. بعض من تلك الأساليب مثل بصمات الأصابع، وتحليل الخطوط كانت لاتزال في بداية تطورها وقت نشر القصص.

بسبب دقة الأدلة التي يتعامل معها المحقق وصغر حجمها (مثل أعقاب السجائر والشعر وبصمات الأصابع)، فقد استخدم هولمز عدسة مكبرة لفحص مسرح الجريمة، كما كان يملك مجهرًا ضوئيًا في مقر إقامته في شارع بيكر. استخدم هولمز الكيمياء التحليلية للتعامل مع بقع الدماء، وعلم السموم للكشف عن أنواع السموم والعقاقير المختلفة، كان هولمز يملك معملًا كيميائيًا في منزله ورد ذكره في «مغامرة وثائق المعاهدة البحرية». ظهر استخدام علم المفقذوفات في «مغامرة المنزل الخالي» عندما استخدم هولمز فوارغ الطلقات لمطابقتها مع سلاح القاتل. 

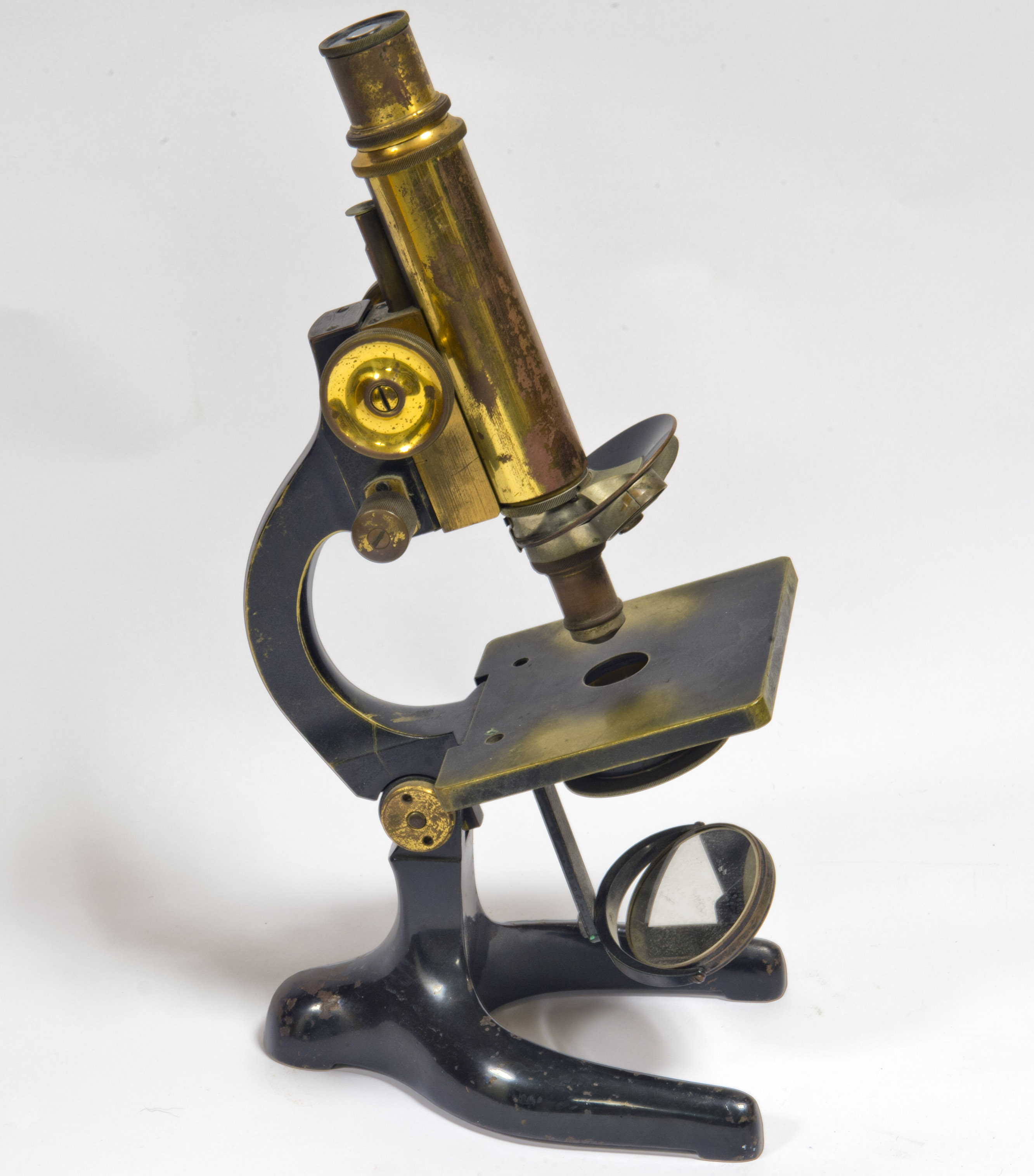
مجهر (ميكروسكوب) من القرن التاسع عشر

 لاحظ هولمز ملابس وتصرفات العملاء والمشتبهين، وشمل ذلك نمط الملابس وحالتها، والعلامات المميزة للجلد (مثل الوشوم)، والعوالق (مثل الطين على الأحذية)، والبنية الجسدية، والحالة العقلية من أجل استنتاج ظروف نشأتهم وماضيهم. أيضًا، فقد استخدم هذا الأسلوب مع العصا في «كلب آل باسكرفيل»، والقبعة في «مغامرة الجوهرة الزرقاء»، مما مكنه من استنتاج معلومات عن مالكيها. في 2002م، الجمعية الملكية للكيمياء في المملكة المتحدة منحت هولمز عضويتها الشرفية لاستخدامه الطب الشرعي والكيمياء التحليلية في الأعمال الأدبية، هولمز هو الشخصية الخيالية الوحيدة الحاصلة على عضوية الجمعية.

### قصة المحقق
رغم أن هولمز ليس الشخصية الخيالية الأولى من نوعها (فقد تأثرت شخصية هولمز الخيالية بالمحقق الخيالي سي أوغست دوبين الذي ابتكره الكاتب الأمريكي إدغار آلان بو، والمحقق الخيالي المونسنيور ليكوك الذي ابتكره الكاتب الفرنسي إميل جابريو)، إلا أن اسم هولمز أصبح مرادفًا لوظيفة المحقق. محققو الجرائم (مثل هيركيول بوارو بطل العديد من قصص الكاتبة أغاثا كريستي، واللورد بيتر ويمسي بطل الروايات البوليسية التي قدمتها الكاتبة دوروثي سايرز) أضحوا شخصيات مشهورة، وأصبحت أساليب التحقيق الجنائي هي روح تحقيقات الجرائم وأساسها.

### الأدب العلمي
في عام 1999م، قام جون رادفورد بمحاولة تقدير ذكاء هولمز، مستخدمًا البيانات والمعلومات الواردة في قصص وروايات كونان دويل، وباستخدام ثلاثة أساليب لقياس مستوى ذكاء المحقق الشهير، توصل رادفورد إلى استنتاج مفاده أن مستوى ذكاء هولمز كان حوالي 190.
في عام 2004م، فام سنايدر باختبار أساليب هولمز في سياق المستوى الذي وصل إليه علم الجرائم في أواسط ونهايات القرن التاسع عشر، وفي 2006م، قام كمبستر بمقارنة المهارات التي يملكها أطباء المخ والأعصاب بمهارات المحقق. في 2008م، قام عالمان بنشر مراجعة علمية حول الأدب من وجهة نظر سيكلوجية مستخدمين هولمز كمثال للمناقشة.

## تراث هولمز

### بسيطة، عزيزي واطسون

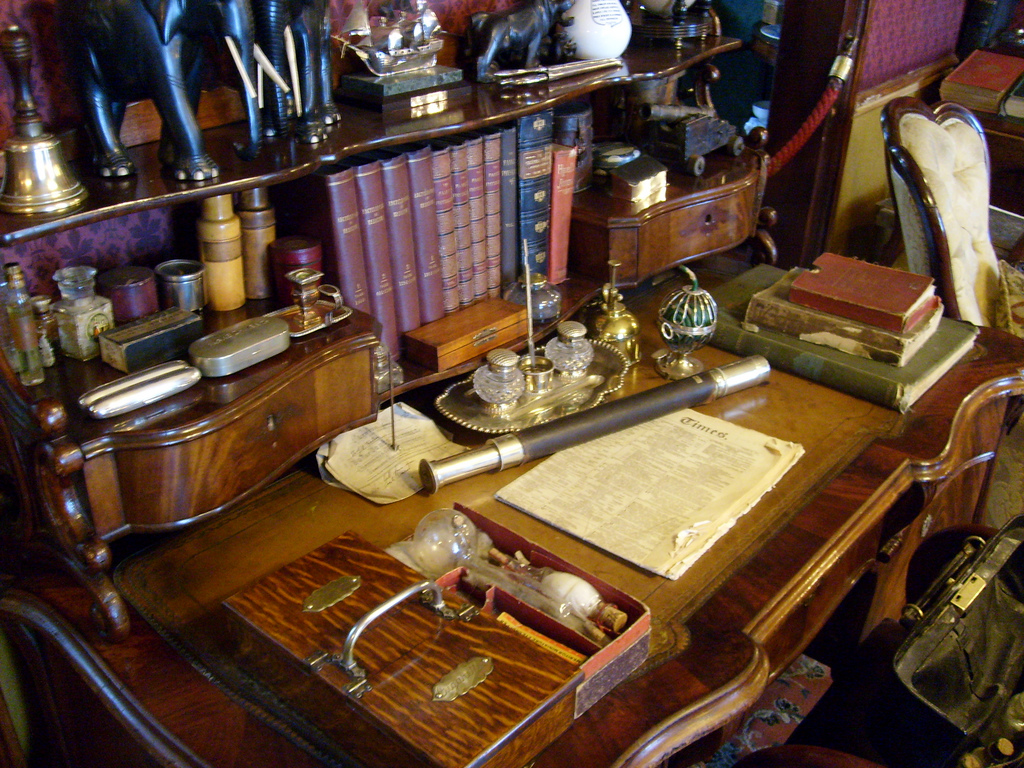
متحف شرلوك هولمز، غرفة المكتب

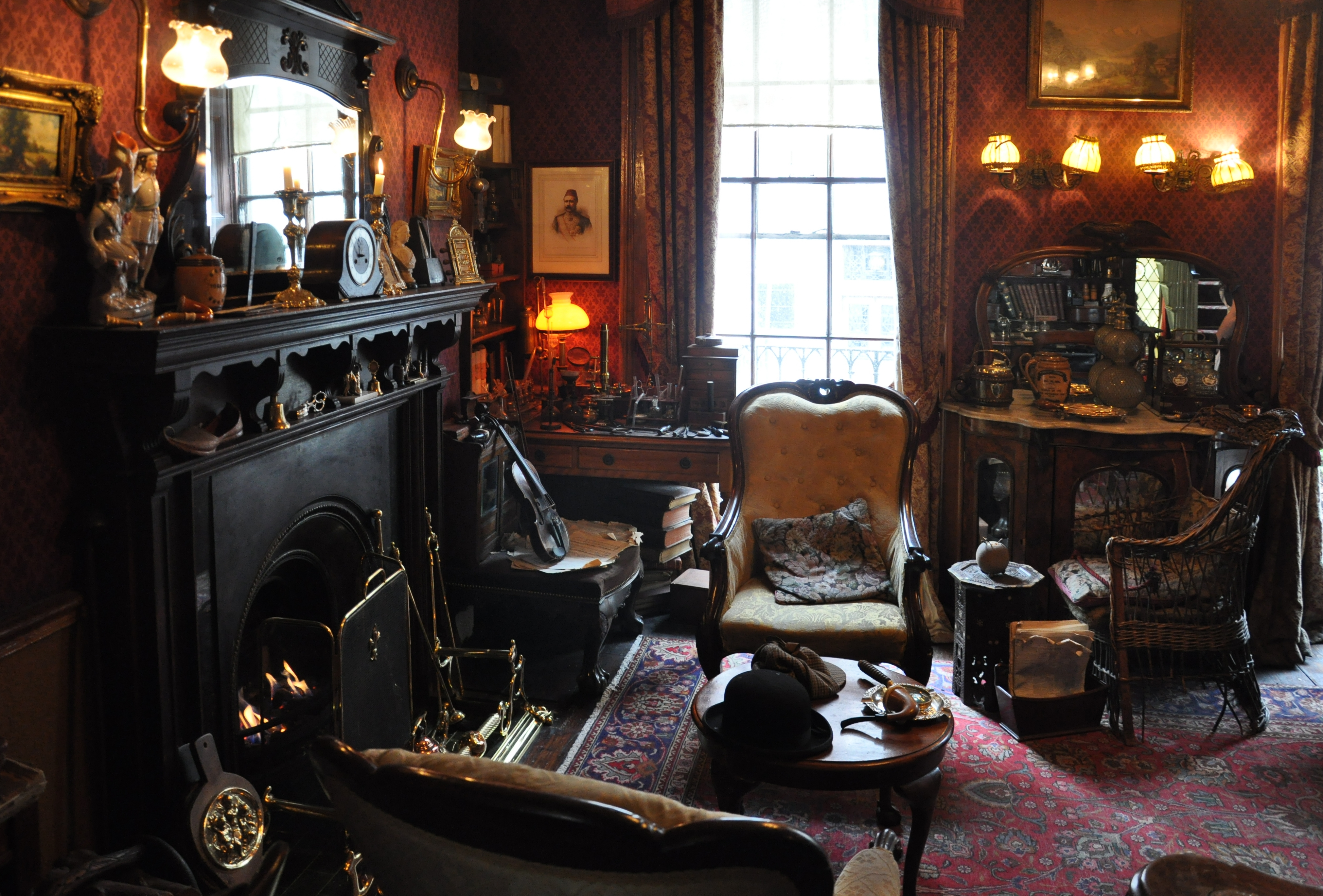
متحف شرلوك هولمز، غرفة المرسم

عبارة «بسيطة، عزيزي واطسون - Elementary, my dear Watson» لم ترد على لسان هولمز في أي من القصص التي كتبها كونان دويل. إلا أنه كان يصف استنتاجاته بأنها «بسيطة - elementary»، ومن حين لآخر كان ينادي واطسون بـ «عزيزي واطسون - my dear Watson». أحد أقرب الجمل لعبارة «بسيطة، عزيزي واطسون»، هي عبارة ظهرت في «مغامرة الرجل الأحدب» عندما كان هولمز يشرح استنتاجه، فصاح واطسون قائلًا «ممتاز! - Excellent!»، فرد هولمز: «بسيطة - elementary».
عبارة «بسيطة، صديقي العزيز، بسيطة جدًا - Elementary, my dear fellow, quite elementary» (عبارة لم يقلها هولمز) ظهرت في روايتين كتبهما المؤلف الإنجليزي بي جي وودهاوس الأولى بعنوان «بسمث في المدينة» (1909 -1910م)، والثانية بعنوان «بسمث، الصحفي» (1915م). عبارة «بسيطة، عزيزي واطسون - Elementary, my dear Watson» وردت على لسان توم بريسفورد، بطل رواية كتبتها أغاثا كريستي بعنوان العدو الغامض (1922م)، ووردت كذلك على لسان هولمز نفسه في نهاية فيلم «عودة شرلوك هولمز» (1929م) وهو أول فيلم صوتي عن هولمز. استخدم ويليام جيليت (الذي لعب دور هولمز على المسرح وفي الراديو) عبارة «أوه، هذا بسيط، صديقي العزيز - Oh, this is elementary, my dear fellow». اكتسبت هذا التعبير شهرة واسعة بسبب استخدامه في سلسلة الراديو التي كتبتها إيديث مايسر بعنوان «مغامرات شرلوك هولمز الجديدة» والتي أذيعت بين عامي 1939 و1947م. وقد وردت العبارة على لسان هولمز في قصة «مغامرة النافذة الحمراء» (1953م) التي كتبها ابن كونان دويل، أدريان دويل.

### اللعبة العظيمة

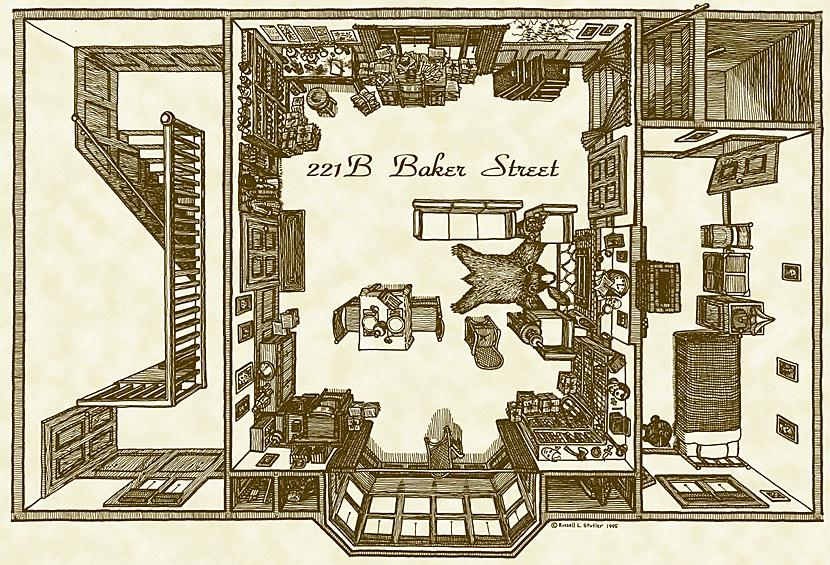
منزل هولمز في 221ب شارع بيكر كما رسمه الرسام Russ Stutler

الأعمال التي أنتجها سير كونان دويل (أربع روايات وست وخمسون قصة قصيرة) تعرف بين معجبي هولمز باسم «الأعمال الأصلية - Canon» (كلمة canon تعني حرفيًا شريعة، أو نظام). قائمة المحققين والدارسين الأوائل للأعمال الأصلية تشمل المؤلف رونالد نوكس في بريطانيا (والذي ينسب له الفضل في ابتكار «اللعبة»)، والصحفي والروائي كريستوفر مورلي في نيويورك (والذي أسس جمعية فرقة شارع بيكر -أول جمعية للمعجبين بهولمز- عام 1934م).
اللعبة الشرلوكية (تعرف أيضًا بـ: اللعبة الهولمزية، أو: اللعبة العظيمة، أو: اللعبة) تهدف إلى حل المفارقات وتوضيح التفاصيل المتعلقة بهولمز وواطسون من الأعمال الأصلية لكونان دويل. اللعبة، التي تتعامل مع هولمز وواطسون على أنهم بشر حقيقيون ومع كونان دويل على أنه الوكيل الأدبي لواطسون (الناشر)، تقارن الجوانب المختلفة من القصص والروايات والتاريخ المتوافق معها لبناء سيرة حياة لهولمز وواطسون ونشر تحليلات أكاديمية حول عالم هولمز.
أحد التفاصيل التي تم مناقشتها في اللعبة، هي تاريخ ميلاد هولمز، حيث اقترح كريستوفر مورلي أن تاريخ ميلاد هولمز هو السادس من يناير عام 1854م. الكاتبة الأمريكية لوري ر. كينج تحرت تاريخ ميلاد هولمز بناء على ما ورد في «دراسة في اللون القرمزي»، و«مغامرة جلوريا سكوت»؛ حيث تشير التفاصيل في «مغامرة جلوريا سكوت» إلى أن هولمز أنهى عامه الثاني والأخير من الجامعة في 1880 أو 1885م، بينما تشير «دراسة في اللون القرمزي» إلى أن إصابة واطسون في الحرب الإنجليزية الأفغانية الثانية، وعودته إلى بريطانيا وانتقاله للسكن مع هولمز كانت أوائل عام 1881 أو 1882م. وفقًا للكاتبة كينج، فإن هذه التفاصيل ترجح أن يكون هولمز غادر الجامعة في 1880م، وإذا كان هولمز قد بدأ دراسته الجامعية في عمر السابعة عشرة، فإنه من المحتمل أن يكون من مواليد عام 1861م.
موضوع آخر محل دراسة هو الجامعة التي درس فيها هولمز. تقترح الكاتبة دوروثي سايرز، أنه باستقراء المعلومات الواردة في اثنتين من قصص هولمز، فإنه من المرجح أن يكون قد درس في جامعة كامبريدج، بدلًا من جامعة أوكسفورد، وأغلب الظن أن كلية سيدني ساسيكس وفرت لشخص كهولمز أكبر قدر من المميزات، لذا، فإنه من المنطقي القول أنه درس فيها.
حالة هولمز العقلية وعواطفه من الأمور التي خضعت للتحليل في اللعبة. في أول لقاء لهما في «دراسة في اللون القرمزي» حذر هولمز واطسون من أنه يكون «فاشلًا في بعض الأحيان - in the dumps at times»، وأنه «لا يفتح فمه لأيام - doesn't open his mouth for days on end». ليسا س. كلينجر (محررة كتاب The New Annotated Sherlock Holmes) افترضت إصابة هولمز بالهوس الاكتئابي (Bipolar mood disorder)، حالة نفسية تتلخص في فترات من الكآبة تتبعها فترات من الفرح غير الطبيعي. عدد من القراء اقترحوا مؤخرًا أن يكون هولمز مصاباً بمتلازمة أسبرجر، بناء على اهتمامه الشديد بالتفاصيل، وعدم اكتراثه بالعلاقات الشخصية، والميل إلى الحديث مع نفسه. انعزال هولمز عن النساء وعدم ثقته بهن يفسر عادة برغبته في الهروب من الواقع، ويضيف وليام س. بارينج-جاولد (مؤلف كتاب Sherlock Holmes of Baker Street: A Life of the World's First Consulting Detective)، وآخرون من ضمنهم نيكولاس ماير (مؤلف كتاب The Seven-Per-Cent Solution)، أن مشكلة هولمز مع النساء يمكن تفسيرها أيضًا بصدمة عائلية، قد تكون مقتل والدته.[بحاجة لمصدر]

### الجمعيات
في 1934، أسست جمعية شرلوك هولمز (في لندن)، وجمعية فرقة شارع بيكر (في نيويورك). كلتا الجمعيتين لاتزالان نشطتين حتى اليوم (مع العلم أن جمعية شرلوك هولمز قد تم حلها عام 1937م، وأعيد تأسيسها عام 1951م). الجمعية اللندنية واحدة من عدة جمعيات حول العالم تنظم زيارات إلى الأماكن التي وقعت فيها أحداث مغامرات هولمز، مثل شلالات رايشنباخ ومنطقة الألب السويسرية.
تأسيس الجمعيتين في 1934م، تبعه تأسيس المزيد من مجتمعات المعجبين بهولمز، البداية كانت في الولايات المتحدة، ثم بريطانيا، والدنمارك. حاليًا، يوجد على الأقل 250 مجتمع شرلوكيّ (نسبة إلى شرلوك هولمز)، تتوزع في الدول سابقة الذكر، إضافة إلى أستراليا، والهند، واليابان (التي يزيد عدد المشتركين فيها عن 80,000 عضوًا).

### المتحف
في 1951م، وضمن مهرجان بريطانيا تم إعادة بناء غرفة معيشة شرلوك هولمز، كجزء من معرض هولمز المصاحب للمهرجان، مع تشكيلة من المقتنيات الأصلية. بعد انتهاء المعرض، نقلت المعروضات إلى مجموعة مقتنيات شرلوك هولمز وكونان دويل في مدينة Lucens، سويسرا بواسطة ابن كونان دويل، أدريان. فُتح أمام الجمهور معرضان، كلاهما مع نموذج لغرفة الاستقبال من منزل هولمز في شارع بيكر كما تصفها القصص والروايات.
في 1990م، افتتح متحف شرلوك هولمز في شارع بيكر، لندن، وفي العام التالي افتتح متحف آخر في بلدة Meiringen بالقرب من موقع شلالات رايشنباخ. مجموعة مقتنيات كونان دويل الخاصة موجودة في معرض دائم في متحف مدينة بورتسموث حيث ولد دويل وعمل طبيبًا.

### الأمور الشرفية الأخرى
قامت إدارة مترو أنفاق لندن، بإطلاق اسم «شرلوك هولمز» على أحد قطاراتها الكهربائية العشرين التي دخلت الخدمة في عشرينات القرن الماضي، وكان هولمز هو الشخصية الخيالية الوحيدة التي نالت هذا الشرف، جنبًا إلى جنب مع شخصيات بريطانية شهيرة مثل اللورد بايرون، وبينجامين دزرائيلي، وفلورنس نايتينجيل.

## التعديلات والأعمال المشتقة من شخصية هولمز
شعبية هولمز أنتجت العديد من القصص الإضافية والتعديلات في وسائل الإعلام. حقوق الطبع لأعمال كونان دويل انتهت في المملكة المتحدة عام 1980م، وأعيد تفعيلها عام 1996م، لكنها انتهت مرة أخرى نهاية عام 2000م، ومنذ ذلك التاريخ أصبحت أعمال دويل ملكية عامة. كل الأعمال التي نشرت في الولايات المتحدة قبل عام 923م هي ملكية عامة، ويشمل ذلك كل قصص شرلوك هولمز، ماعدا بعض القصص في «سلسلة قضايا شرلوك هولمز» (الجزء الأخير من المجموعة القصصية والذي يشمل 12 قصة من أصل 56)، حيث قام ورثة كونان دويل سنة 1981م بتسجيل حقوق تلك القصص وفق قانون عام 1976 لحقوق النشر.
في 14فبراير 2013م، رفعت ليسا س. كلينجر دعوى قضائية لإصدار حكم تفسيري ضد كونان دويل أمام الدائرة الشمالية لولاية إلينوي، طلبت فيها من المحكمة إعلان شخصيات هولمز وواطسون ملكيةً عامةً في الولايات المتحدة، وقد حكمت المحكمة لصالح كلينجر في 23ديسمبر، وقامت محكمة استئناف الدائرة السابعة بتثبيت الحكم في 16يونيو 2014م. رفعت القضية إلى المحكمة العليا للولايات المتحدة، التي رفضت نظر القضية، تاركة حكم محكمة الاستئناف ساريًا. هذه الخطوة أدت إلى أن تصبح شخصيات قصص هولمز، وجميع القصص (ماعدا عشر منها)، ملكية عامة في الولايات المتحدة.

### الأعمال المعدلة لتعرض على المسرح، والراديو، والتلفاز

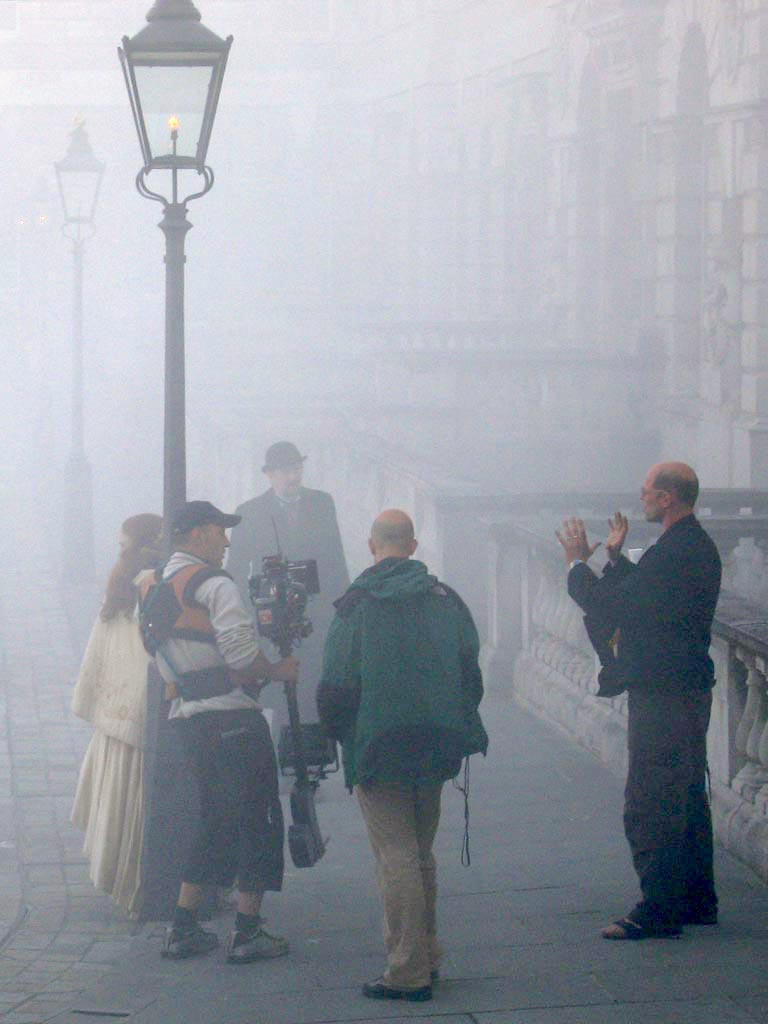
تصوير فيلم "شرلوك هولمز وقضية الجورب الحريري - Sherlock Holmes and the Case of the Silk Stocking" في الضباب الصناعي

صنفت موسوعة غينيس للأرقام القياسية هولمز على أنه أكثر شخصية جرى تمثيلها في الأفلام، حيث أدى أكثر من 70 ممثلًا دور شرلوك هولمز عبر أكثر من 200 فيلم.
- أول ظهور لهولمز على الشاشة كان في الفيلم المعروض بآلة الميتوسكوب[80] «حيرة شرلوك هولمز - Sherlock Holmes Baffled»[81] عام 1900م.[82]
- ظهر هولمز في عدد من الأفلام الأجنبية (بلغة غير الإنجليزية)، منها مسلسل تلفزيوني قصير باللغة الروسية في نوفمبر 2013م.[83]
- مسرحية ويليام جيليت «شرلوك هولمز، أو قضية الآنسة فوكنر الغريبة»[84] (1899م) كانت دمجًا لأربع قصص كتبها كونان دويل، هي «فضيحة في بوهيميا»، والمشكلة الأخيرة«، ومغامرة أخشاب الزان النحاسية»، و«دراسة في اللون القرمزي». بحلول عام 1916م، كان الممثل هاري آرثر سانتسبري[85] قد أدى دور هولمز على المسرح أكثر من 1000 مرة. شكلت تلك المسرحية الأساس لفيلم سينمائي كتبه ويليام جيليت وحمل نفس العنوان، شرلوك هولمز (1916م)، وفيه تم تقديم غليون هولمز للمشاهدين.[86]
- بين عامي 1921 و1923م، قدمت شركة ستول[87] سلسلة[88] من أفلام الأبيض والأسود الصامتة المبنية على قصص هولمز. تم إنتاج 45 قصة قصيرة، وفيلمين طويلين،[89] حيث لعب إيل نوروود[90] دور هولمز، بينما كان دور واطسون من نصيب هوبرت ويليس[91] (باستثناء المشكلة الأخيرة وعلامة الأربعة، حيث حل آرثر كولن[92] محل هوبرت ويليس).
- لعب كل من جون باريمور دور هولمز ورونالد يونج[93] دور واطسون في فيلم «شرلوك هولمز» (1922م).[94]

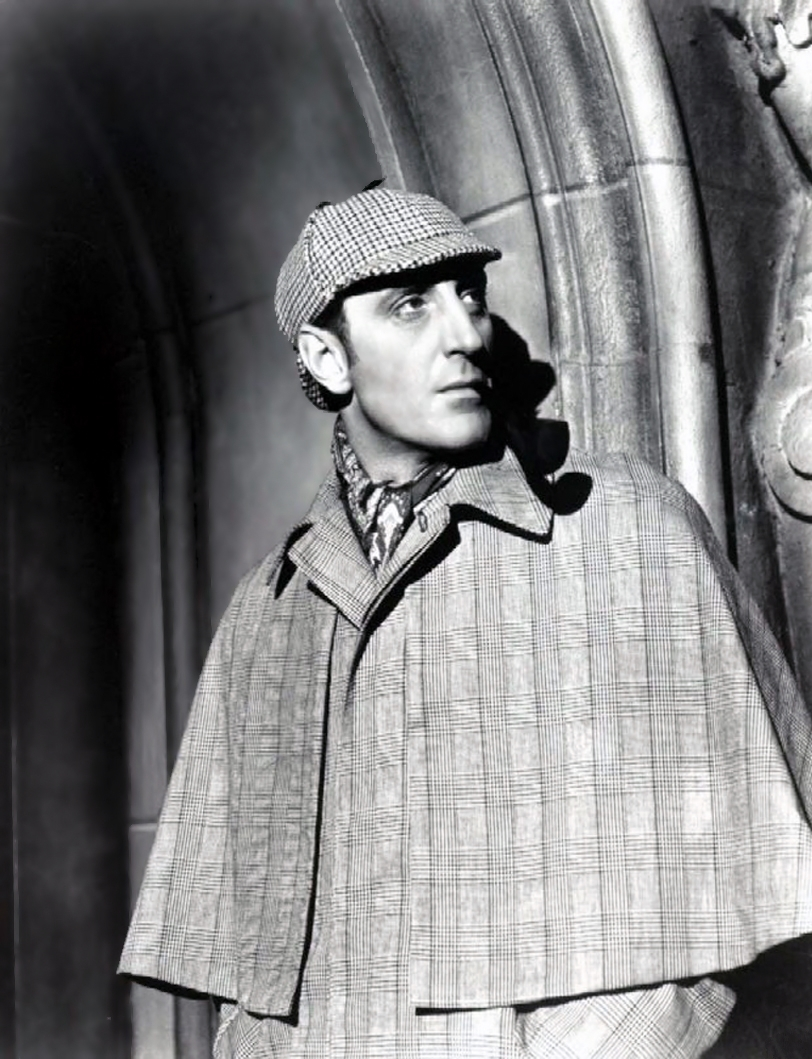
Actor in cape and deerstalker hat, looking right

- أول فيلم صوتي لهولمز كان عام 1929م، بعنوان «عودة شرلوك هولمز»[95] من تأليف باسيل دان،[96] وقد تم تصويره في مدينة نيويورك[97]، لعب كليف بروك[98] دور هولمز. أنتجت نسخة أخرى صامتة من الفيلم لتبية احتياجات المسارح التي لم تكن قد حصلت بعد على أنظمة صوتية.[97]
- لعب باسيل راثبون[99] دور هولمز، ونايجل بروس[100] دور واطسون في سلسلة من أربعة عشر فيلمًا أمريكيًا (فيلمان لصالح شركة أفلام فوكس للقرن العشرين، واثنا عشر فيلمًا لصالح استوديوهات يونيفيرسال)، وذلك بين عامي 1939 و1946م. كما لعبا نفس الأدوار في «مغامرات شرلوك هولمز الجديدة»[101] الذي عُرض على محطة إم بي إس (قبل أن يتم إسناد دور هولمز لتوم كونواي[102]). احتوى فيلم «كلب آل باسكرفيل» (1939م) المنتج بواسطة شركة أفلام فوكس للقرن العشرين على إشارة صريحة لتعاطي هولمز المخدرات حيث يقول هولمز في السطر الأخير من الفيلم: «ناولني المحقن، واطسون».
- أدى رونالد هاورد[103] دور هولمز في المسلسل الأمريكي «شرلوك هولمز»[104] (1954م) على مدار 39 حلقة، مع هاورد ماريون كراوفورد[105] بدور واطسون، وقد اختلفت تفاصيل وشخصيات هذا المسلسل بعض الشيء عن قصص كونان دويل.
- في 1959م، تألق بيتر كوشينج[106] بدور هولمز في فيلم من إنتاج شركة أفلام هامر[107] بعنوان «كلب آل باسكرفيل»،[108] الذي كان أول ظهور لهولمز في فيلم بالألوان، أدى كوشينج دور هولمز مرات عديدة في الأفلام والتلفاز.
- لعب الممثل الأمريكي فريتز ويفر[109] دور هولمز في المسرحية الموسيقية «شارع بيكر» التي جرى عرضها على مسرح برودواي بين 16فبراير و 14نوفمبر 1965م. لعب كل من بيتر سالس[110] وإنجا سوينسون[111] ومارتن جابل[112] أدوار واطسون وآيرين أدلر ومورياتي على الترتيب، وقد ضم فريق التمثيل أيضًا فرجينيا فستوف[113] وتومي تون[114] وكريستوفر واكن.[115]
- في عام 1970م، أنتج فيلم بعنوان «الحياة الخاصة لشرلوك هولمز»[116] من بطولة روبرت ستيسفنز[117] وكولن بلاكلاي[118]، وإخراج بيلي وايلدر، إلا أن أجزاءً من هذا الفيلم تعرضت للتعديل المتكرر وفقدت لاحقًا.[119]
- لعب روجر مور دور هولمز وباتريك ماكني[120] دور واطسون في فيلم «شرلوك هولمز في نيويورك» (1976م).[121]

### الأعمال المشتقة والأعمال ذات العلاقة
- "The Lost Special" وهي قصة قصيرة من تأليف سير كونان دويل تحكي قصة محقق هاوٍ لم يذكر المؤلف اسمه، إلا أن كثيرًا من القراء يفترضون أن هذا المحقق هو هولمز. ألف دويل عدة قصص أخرى على المنوال شملت «بازار الحقل - The Field Bazaar»، و«صاحب الساعات - The Man with the Watches»، و«كيف تعلم واطسون الخدعة -How Watson Learned the Trick» والأخيرة هي محاكاة ساخرة لمحادثات هولمز وواطسون على مائدة الإفطار صدرت عام 1924م. نشر دويل مؤلفات أخرى غير القصص والروايات -لاسيما المسرحيات- من بطولة هولمز، وقد جمعت هذه المؤلفات في عدة كتب منها: «شرلوك هولمز: الأعمال المشكوك في صحتها - Sherlock Holmes: The Published Apocrypha» بواسطة جاك تراسي، وكتاب «المغامرات الأخيرة لشرلوك هولمز - The Final Adventures of Sherlock Holmes» بواسطة بيتر هايننج، وكتاب «مؤلفات شرلوك هولمز غير المجمعة - Uncollected Sherlock Holmes» من تأليف ريتشارد جرين.

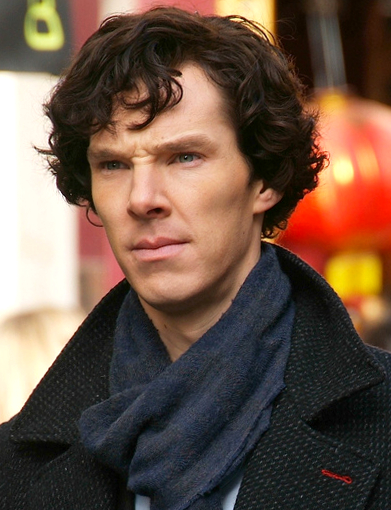
بيندكت كامبرباتش بدور هولمز في مسلسل شرلوك

- «شرلوك - Sherlock»: مسلسل بريطاني عُرض لأول مرة في 25يوليو 2010م على قناة BBC One، وهو عبارة عن تمثيل معاصر لروايات وقصص هولمز حيث تدور أحداثها في مدينة لندن المعاصرة بدلًا من لندن في العصر الفيكتوري (كما هو الحال في الأعمال الأصلية)، وفي هذه السلسلة يعتمد هولمز على التقنيات الحديثة (مثل الرسائل النصية، والمدونات، وتطبيقات التتبع وتحديد المواقع) لمساعدته في حل الجرائم،[122] كما يستخدم لاصقات النيكوتين لتعزيز مهاراته الإدراكية. يلعب الممثلان بيندكت كامبرباتش ومارتن فريمان دوري هولمز وواطسون على الترتيب.
- «شرلوك هولمز - Sherlock Holmes»: فيلم صدر سنة 2009م من بطولة روبرت داوني جونير في دور هولمز، وجود لو بدور واطسون، ويركز الفيلم على شخصية هولمز غير الاجتماعية، وقد فاز هذا الفيلم بجائزة غولدن غلوب.[123] في عام 2011م، صدر جزء ثان بعنوان «شرلوك هولمز: لعبة ظلال - Sherlock Holmes: A Game of Shadows»، وفي أكتوبر 2014م تم الإعلان عن إطار عام لجزء ثالث من هذه السلسلة دون المزيد من التفاصيل.[124]
- «مستر هولمز - Mr. Holmes»: فيلم صدر سنة 2015م، يؤدي فيه الممثل إيان ماكيلين دور هولمز، يروي الفيلم الذي تدور أحداثه في سنة 1947م فترة تقاعد هولمز البالغ من العمر 93 سنة وكفاحه في سبيل أن يتذكر تفاصيل قضيته الأخيرة، وهو مبني على رواية «خدعة عقلية بسيطة -A Slight Trick of the Mind» من تأليف ميتش كولن.[125]
- «شرلوك هولمز - Sherlock Holmes»: فيلم صدر عام 2010م، من بطولة بين سايدر (هولمز)، وغاريث دايفد لويد (واطسون)، ويحكي قصة هولمز الشاب الذي يواجه رأس الجريمة الذي يدعى Spring-heeled Jack.
- «شرلوك هولمز - Sherlock Hound»: أنمي ياباني يحكي قصة هولمز المعدلة لتناسب الأطفال، حيث تظهر كل الشخصيات ككلاب مجسمة. أنتج هذا الأنمي بين عامي 1984 و1985م، وشارك في إخراجه هاياو ميازاكي.[126]
- ظهر هولمز في حلقة بعنوان «محاكمة الشيطان» في الأنمي «باتمان الجرأة والشجاعة - Batman: The Brave and the Bold» والتي بثت سنة 2008م.[127][128]
- «بسيطة - Elementary»: (ويترجم أيضًا: الابتدائية) مسلسل أمريكي بدأ عرضه في 27سبتمبر 2012م على شبكة سي بي إس، تجرى أحداث المسلسل في مدينة نيويورك المعاصرة، ويؤدي دور هولمز الممثل جوني لي ميلر، بينما تؤدي الممثلة لوسي لو دور الدكتورة جوان واطسون.
- شرلوك هولمز (باليابانية: シャーロックホームズ): وهي محاكاة لقصة هولمز باستخدام مسرح العرائس، من تأليف كوكي ميتاني، وإنتاج هيئة الإذاعة اليابانية.[129] تجري أحداث القصة في مدرسة داخلية خيالية تسمى «مدرسة بيتون» حيث شرلوك هولمز وجون واطسون هما طالبان في الخامسة عشرة من العمر يتشاركان الغرفة رقم 221ب في «مبنى بيكر» وهو واحد من أربعة مبان سكنية تضمها المدرسة.

## الإصدارات الأصلية
وهي أربع روايات، وست وخمسون قصة قصيرة كتبها كونان دويل.

### الروايات
- دراسة في اللون القرمزي (نشرت عام 1887م، في Beeton's Christmas Annual).
- علامة الأربعة (نشرت عام 1890م، في Lippincott's Monthly Magazine).
- كلب آل باسكرفيل (نشرت على أجزاء بين عامي 1901م و1902م في مجلة ستراند).
- وادي الخوف (نشرت على أجزاء بين عامي 1914م و1915م في مجلة ستراند).

### القصص القصيرة
نشرت منفصلة في الأساس، إلا أنه تم جمعها لاحقًا في 5 مجموعات.
- سلسلة مغامرات شرلوك هولمز (تضم القصص المنشورة بين عامي 1891م و1892م في مجلة ستراند).
- سلسلة ذكريات شرلوك هولمز (تضم القصص المنشورة بين عامي 1892م و1893م في مجلة ستراند).
- سلسلة عودة شرلوك هولمز (تضم القصص المنشورة بين عامي 1903م و1904م في مجلة ستراند).
- سلسلة قوسه الأخير (تضم القصص المنشورة بين عامي 1908م و1913م، إضافة إلى قصص نشرت عام 1917م في مجلة ستراند).
- سلسلة قضايا شرلوك هولمز (تضم القصص المنشورة بين عامي 1921م و1927م).

## ترتيب القراءة حسب تاريخ النشر
- دراسة في اللون القرمزي (1887).
- علامة الأربعة (1890).
- سلسلة مغامرات شرلوك هولمز (1891 - 1892).
- سلسلة ذكريات شرلوك هولمز (1892 - 1893).
- كلب آل باسكرفيل (1901 - 1902)
- سلسلة عودة شرلوك هولمز (1903 - 1904)
- سلسلة قوسه الأخير (1908 - 1917)
- وادي الخوف (1914 - 1915)
- سلسلة قضايا شرلوك هولمز (1921 - 1927)